# Okręty podwodne typu Thresher
Okręty podwodne typu Thresher – amerykańskie wielozadaniowe okręty podwodne, które zapoczątkowały drugą generację jednostek z napędem nuklearnym. Jednostki te stanowiły pierwszy typ okrętów tej klasy, które od początku konstruowano z uwzględnieniem wymogu redukcji poziomu generowanego przez okręt hałasu. Ich podstawowym zadaniem operacyjnym było zwalczanie radzieckich okrętów podwodnych, stąd też podstawowym wyposażeniem jednostek była sferyczna antena sonaru w sekcji dziobowej oraz układ kontroli ognia z silnym uzbrojeniem ZOP i przeciwokrętowym, w postaci torped, pocisków rakietowych (w tym z głowicami jądrowymi) czy min. Okręt prototypowy tego typu, USS „Thresher”, był pierwszym nowoczesnym amerykańskim okrętem podwodnym z napędem jądrowym – linearnym poprzednikiem wszystkich kolejnych myśliwskich okrętów podwodnych tego kraju. W odróżnieniu od wcześniejszych konstrukcji, okręty typu Thresher były też prawdziwymi okrętami wielozadaniowymi. Znaczne wyciszenie okrętów tego typu osiągnięte zostało dzięki umieszczeniu maszynowni na platformie izolującej ją od kadłuba, ograniczając w ten sposób radiację hałasu do otaczającej okręt wody. Specjalna konstrukcja platformy absorbowała także wstrząsy wywoływane eksplozjami w pobliżu okrętu. Z uwagi na umieszczenie w dziobie anteny sonaru AN/BQQ-2 o średnicy 4,57 metra, rozmieszczone za nią cztery wyrzutnie torpedowe kalibru 533 mm, skierowane były ukośnie w stosunku do osi okrętu. Wyrzutnie te, oprócz tradycyjnych torped, wystrzeliwać mogły także torpedy oraz pociski rakietowe ZOP Subroc z głowicami jądrowymi. Na USS „Jack” zastosowano odmienną od pozostałych jednostek tego typu rufę, wyposażoną w pędnik w postaci dwóch śrub przeciwbieżnych. Trzy jednostki wybudowane w stoczni Electric Boat zostały przedłużone, w celu zastosowania dodatkowych urządzeń bezpieczeństwa (SUBSAFE).
10 kwietnia 1963 roku, podczas stoczniowych poremontowych testów odbiorczych, zatonął okręt prototypowy typu – „Thresher”. Katastrofa „Threshera” była pierwszym w historii przypadkiem zatonięcia okrętu podwodnego z napędem jądrowym – w związku z nią zmianie uległa oficjalna nazwa typu, który nosił odtąd miano Permit. Pozostałe okręty tego typu zostały wycofane ze służby w latach 1988–1996.

## Geneza

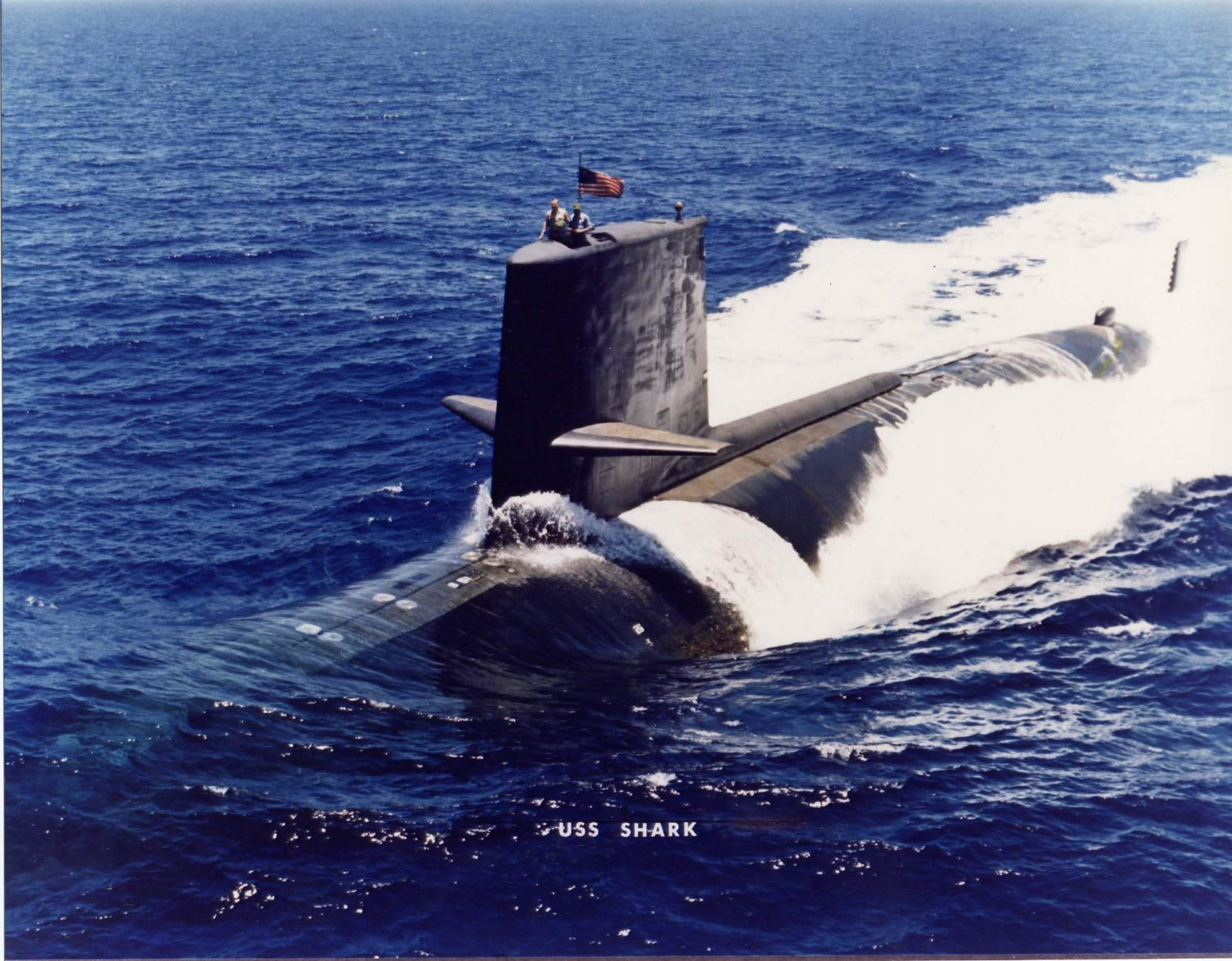
USS "Shark" (SSN-591) typu Skipjack, bezpośredniego poprzednika typu Thresher

Zarówno Związek Radziecki jak i Stany Zjednoczone rozpoczęły prace nad ich drugimi generacjami atomowych okrętów podwodnych już w czasie gdy dopiero rozpoczynały służbę prototypy jednostek pierwszej generacji. Okrętem prototypowym pierwszej generacji jednostek od początku konstruowanych jako okręty z napędem jądrowym był USS "Skipjack" (SSN-585), który wyszedł w morze w 1959 roku. Podstawą jego konstrukcji była siłownia z reaktorem S5W oraz kadłub wzorowany na kształcie opracowanym w ramach badań nad okrętem eksperymentalnym USS "Albacore" (AGSS-569) – co zapewniło nowemu okrętowi znakomitą sprawność podwodną.
W rzeczywistości jednak, okręty typu Skipjack zachowały zasadniczo tę samą broń, sensory oraz głębokość operacyjną co ich bezpośredni konwencjonalni i nuklearni poprzednicy. Podobnie jak poprzednicy też, "Skipjack" był bardzo głośny. Ostatnim czynnikiem wymuszającym na marynarce amerykańskiej opracowanie nowej generacji okrętów była łatwość śledzenia własnych jednostek za pomocą amerykańskiego systemu biernej obserwacji akustycznej oceanów SOSUS (Sound Surveillance System). W 1962 roku przenoszący pociski balistyczne Polaris A-1 będący powiększoną wersją okrętów Skipjack z takim samym napędem, był nieprzerwanie śledzony przez SOSUS przez cały Atlantyk wzdłuż wschodniego wybrzeża USA. Już jednak dekadę wcześniej dowódcy amerykańskiej marynarki zdawali sobie sprawę z głośności okrętów podwodnych tego kraju. Już wówczas wiceadmirał Charles Brand stwierdził, iż okręty podwodne US Navy są głośniejsze niż jednostki tej floty w trakcie drugiej wojny światowej. Następna dekada niewiele jednak zmieniła w tym zakresie – amerykańskie atomowe okręty podwodne wciąż były hałaśliwe, a zdolny do rozwijania wielkich prędkości "Skipjack" jeszcze pogorszył tę sytuację. Głównymi źródłami hałasu okazały się:
- zespół napędowy wraz z urządzeniami pomocniczymi – zwłaszcza wymuszające cyrkulację płynu chłodzącego pompy, a także niezbalansowane elementy obrotowe, w tym przekładnie;
- śruba napędowa – wibracje płatów śruby spowodowane opływem wody oraz kawitacja (wywoływane ruchem śruby w wodzie tworzenie i pękanie bąbli powietrza);
- opływ hydrodynamiczny – opływ wody wokół kadłuba, kiosku oraz powierzchni kontrolnych (sterów) w trakcie ruchu okrętu w wodzie;
- przejściowe perturbacje – czasowe dźwięki tworzone przez ruch wrót wyrzutni torpedowej, ruch powierzchni kontrolnych okrętu i inne dźwięki związane z funkcjonowaniem okrętu;
- załoga – członkowie załogi otwierający i zamykający luki i włazy, używający i upuszczający narzędzia, itp.

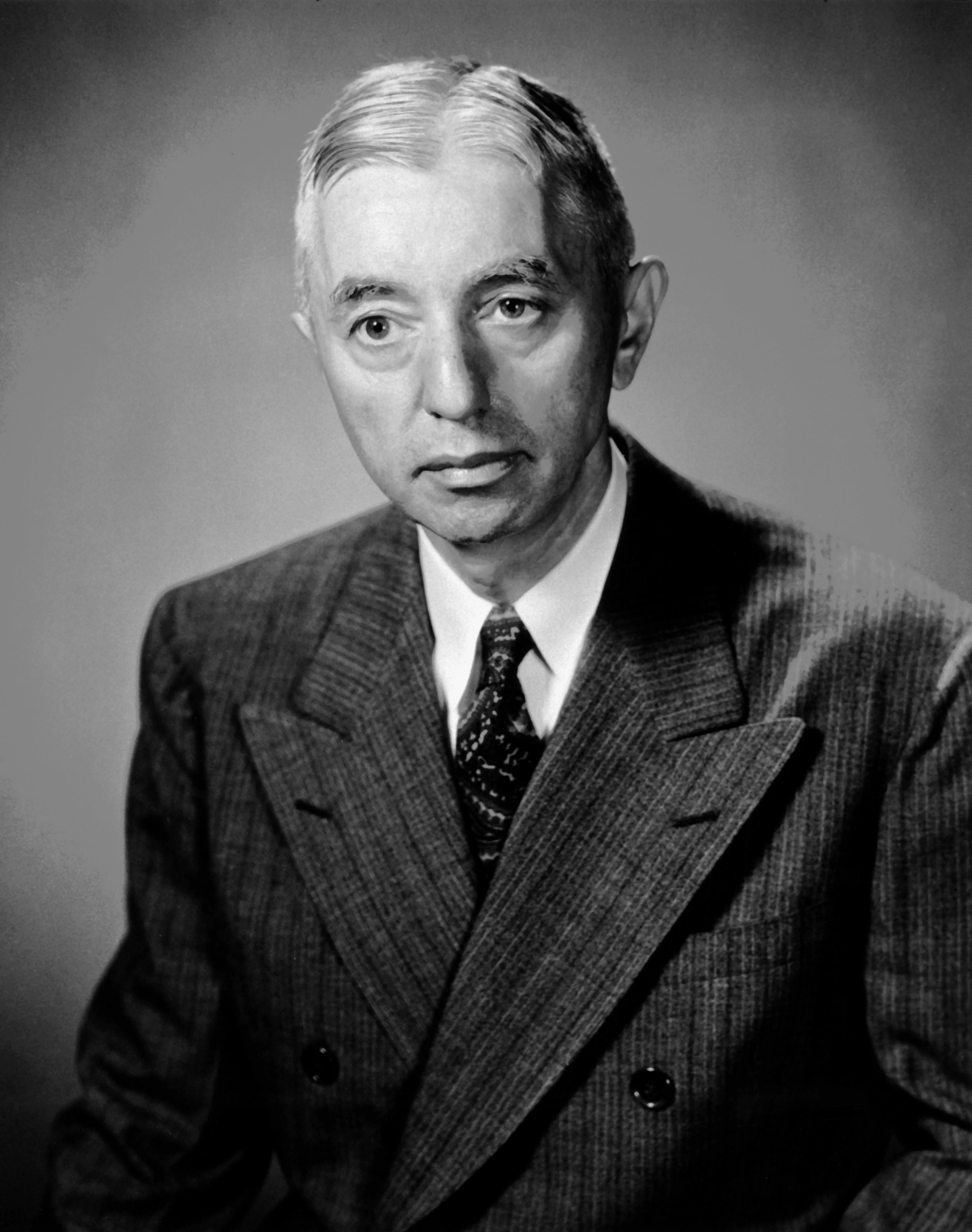
kadm. Hyman Rickover

Dowództwo United States Navy zapragnęło wobec tego opracowania cichszych okrętów nowego typu. Wyciszenie jednostek atomowych było jednak w praktyce bardzo trudne, z uwagi na ich pompy pierwszego i drugiego obiegu, turbiny oraz śrubę. Pierwszy dowódca USS "Seawolf" (SSN-575), przywołując słowa admirała Hymana Rickovera – kierującego amerykańskim programem napędu jądrowego, stwierdził, iż wyciszanie okrętów z napędem jądrowym jest sprawą trudniejszą niż samo opracowanie napędu nuklearnego. Ustaleniem ogólnej militarnej specyfikacji nowych okrętów – oczekiwanej prędkości, wyporności, wymiarów oraz uzbrojenia – zajmował się Zarząd Charakterystyk Okrętów (Ship Characteristics Board), grupa oficerów przydzielonych do biura szefa operacji morskich (CNO) US Navy. W celu uzyskania informacji o oczekiwaniach wobec nowego typu okrętu, Zarząd zwrócił się z pytaniem do CNO, dowódców sił podwodnych flot Pacyfiku i Atlantyku oraz do oficerów z biur technicznych marynarki. Na podstawie informacji z tych źródeł, wiceadmirał Denys Knoll, przewodniczący Zarządowi, opracował wstępną specyfikację nowych okrętów, którą 14 czerwca 1957 roku rozesłał do zaopiniowania. 26 lipca tego samego roku, szef operacji morskich rozesłał zatwierdzoną już charakterystykę okrętu podwodnego z napędem nuklearnym, łączącą wysoką prędkość podwodną, wielką manewrowość w zanurzeniu oraz ogólną sprawność podwodną. Ówczesny szef operacji morskich – admirał Arleigh Burke – zalecił położenie nacisku na sprawność podwodną, zwłaszcza w zakresie jakości systemu sonarowego, wyciszenia okrętów, osiąganych prędkości i głębokości zanurzenia. Prawdopodobnie najdalej idącą zmianą w stosunku do dotychczasowych możliwości amerykańskich okrętów, było skokowe zwiększenie dopuszczalnej głębokości operacyjnej w specyfikacji nowych okrętów, znacznie większej nawet od głębokości dopuszczalnej dla okrętów typu Skipjack. Druga generacja amerykańskich nuklearnych okrętów podwodnych miała być wysoce innowacyjna na wielu polach, w szczególności wiązało się to z dramatyczną redukcją szumów maszynowni oraz zwiększeniem głębokości operacyjnej nowych okrętów. Osiągnięcie nowej głębokości uzależnione było od HY-80 – niskowęglowej stali o najwyższej ówcześnie wytrzymałości, której technologia była po drugiej wojnie światowej z trudem rozwijana przez kilka przedsiębiorstw. Stal ta była bardzo obiecująca dla budownictwa okrętowego, jej zastosowanie wymagało jednak rozwiązania pewnych problemów. Jedną z głównych trudności była ówczesna niemożliwość wykonania z niej różnych elementów strukturalnych okrętów; możliwa była fabrykacja z tej stali płaskich płatów, które mogły być walcowane, jednak sposoby produkcji kształtowników, odkuwek i odlewów, musiały być dopiero opracowane. Także stocznie musiały dopiero zainstalować nowe maszyny i urządzenia zdolne do walcowania stali HY-80, nadawania jej właściwych kształtów i rozmiarów. Ulepszona stal wymagała także lepszych technik i materiałów spawalniczych. Postęp we wszystkich tych sferach był jednak szybki. W latach 1951 i 1952 marynarka użyła HY-80 do formowania płatów kadłuba sztywnego okrętu eksperymentalnego "Albacore" (AGSS-569), pokrycia i ożebrowania hangaru przenoszącego pociski manewrujące Regulus okrętu podwodnego "Growler", a także części strukturalnych lotniskowca "Forrestal" (CV-59). Stały rozwój technologii fabrykacji i spawania osiągnął w 1955 roku taki stopień, że marynarka postanowiła zastosować stal HY-80 do budowy wszystkich nowych okrętów podwodnych. Pierwszym typem jednostek w których stal tę wykorzystano zarówno do budowy pokrycia kadłuba sztywnego jak i jego ożebrowania był Skipjack. W 1957 roku ulepszenie technologii fabrykacji i obróbki HY-80 pozwalało już na produkcję grubszych płyt stalowych, co w połączeniu z postępującym rozwojem technik spawania, stworzyło możliwość budowy okrętów zdolnych do prowadzenia operacji na większych głębokościach.
Kiedy Ship Characteristics Board wysłał 14 czerwca 1957 roku swoje memorandum, jedynymi włączonymi do służby okrętami z napędem nuklearnym marynarki amerykańskiej były "Nautilus" (SSN-571) oraz "Seawolf" (SSN-575). Chociaż US Navy rozpoczęła już wówczas produkcję pierwszych typów jądrowych myśliwskich okrętów podwodnych, ich jednostki prototypowe – "Skate" (SSN-578) oraz "Skipjack" (SSN-585) – wciąż znajdowały się jeszcze w budowie. Stocznia Electric Boat (GD/EB) zwodowała "Skate" dopiero 16 maja 1957 roku, a 29 maja 1956 roku oficjalnie rozpoczęto dopiero budowę "Skipjacka". W kwietniu 1957 roku dokonano wyboru systemu sonarowego dla nowego typu jednostek. Miał nim zostać układ zastosowany na "Tullibee" (SSN-597), którego konstruowano niemal równolegle z pierwszą jednostka typu Thresher. W maju tego samego roku określono także testową głębokość zanurzenia. W wyniku przeprowadzonych wcześniej ćwiczeń z pierwszą jednostką o napędzie nuklearnym USS "Nautilus", stwierdzono, że z łatwością wykrywa go amerykański system nasłuchu oceanicznego SOSUS, stąd też jednostki typu Thresher wykorzystywać miały wiele nowoczesnych technologii wyciszenia okrętów. Dzięki temu stały się pierwszymi okrętami podwodnymi, w których od początku programu badawczo-konstrukcyjnego położono duży nacisk na kwestie akustycznego stealth. W tych ramach otrzymały reaktor S5W, taki sam jak zastosowany na okrętach typu Skipjack, w odróżnieniu jednak od poprzedników – w siłowni okrętowej zaimplementowano znaczną liczbę elementów zmierzających do jej wyciszenia. Skutkiem modyfikacji było jednak zwiększenie rozmiarów i całkowitej wagi siłowni.

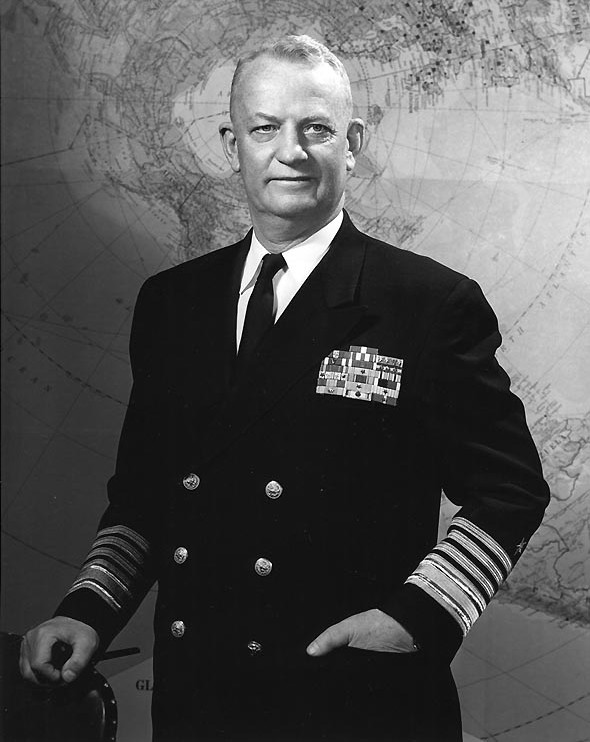
Admirał Arleigh Burke

Problemem, przed jakim stanęli konstruktorzy nowego typu okrętów, było opracowanie sposobu zwiększenia prędkości nowych jednostek, ponieważ usprawniony już w późniejszych Skipjackach układ napędowy nie pozwalał na większe poprawki. Przykładowo, konstrukcja niewielkiej pojedynczej śruby wolnoobrotowej zapewniała jej pracę z ponad dziewięćdziesięciu procentową wydajnością, nie dając marginesu na dalsze ulepszenia. W celu rozwiązania problemu prędkości rozważano zastosowanie śrub przeciwbieżnych, co mogło doprowadzić do zwiększenia prędkości o 1,5 węzła, a także likwidację kiosku, co dałoby zysk prędkości tego samego rzędu. Propozycja śrub przeciwbieżnych upadła jednak na samym początku programu, likwidacji kiosku sprzeciwiło się zaś Bureau of Ships (BuShips), argumentując, że kiosk jest niezbędny dla pomieszczenia masztów, a także jako platforma nawigacji nawodnej. Doskonały system sonarowy potrafiący wykryć i zlokalizować hałaśliwe okręty podwodne Związku Radzieckiego z odległości dziesiątków mil morskich nie umożliwiał jednak ich zniszczenia. Amerykańskie torpedy Mk. 37 były bowiem zbyt wolne, aby dogonić radzieckie okręty, nie posiadały też odpowiedniego do tego celu zasięgu. Mające natomiast znajdować się na wyposażeniu jednostek typu Thresher przeciwpodwodne pociski rakietowe Subroc, jako wyposażone w głowice jądrowe były bronią specjalną, której użycie było z definicji ograniczone. W tej sytuacji po wykryciu wrogiej jednostki w wielkiej odległości, jednostki nowego typu musiały schodzić na dużą głębokość, aby tam zwiększyć prędkość i zmniejszyć dystans do celu – przez co jednak stawały się głośniejsze. Problem ten w rzeczywistości rozwiązano dopiero z wejściem do służby torped Mk. 48. Ponadto marynarka amerykańska zainteresowana była także uczestnictwem nowych okrętów w eskorcie nawodnych zespołów uderzeniowych floty, które często pływają z prędkościami przekraczającymi 30 węzłów. Jakkolwiek wymaganie w tym zakresie postawiono dopiero pod koniec lat sześćdziesiątych, u podstaw programu konstrukcyjno-badawczego okrętów typu Los Angeles, dowództwa flot Atlantyku i Pacyfiku miały – płonną, jak się okazało – nadzieję na wprzęgnięcie okrętów podwodnych do tego rodzaju zadań już w lutym 1957 roku.
Podstawową kwestią w zakresie systemu napędowego było jego wyciszenie. W szczególności dotyczyło to wyciszenia przekładni, co było dotąd podstawowym problemem amerykańskich okrętów. Już przed drugą wojną światową napęd z silników elektrycznych przenoszono do wału napędowego za pomocą przekładni, co wywoływało znaczny poziom hałasu. Podjęto w związku z tym próby z większym silnikiem przenoszącym napęd bezpośrednio na wał. W czasie konstruowania "Threshera" kwestią tą zajmowało się kierowane przez admirała Hymana Rickovera BuShips, pracujące nad systemem, w którym reaktor napędzał niewymagający przekładni turbogenerator, a wielki silnik obracał wał napędowy. Rozwiązanie to z powodzeniem stosowano w budowanych po I wojnie światowej amerykańskich pancernikach, a następnie lotniskowcach, więc admirał Rickover był przekonany, że będzie skuteczne także w przypadku okrętów podwodnych. W międzyczasie rozważano jeszcze kilka innych koncepcji, ostatecznie jednak wybrano brytyjską, zastosowaną przy wyciszeniu maszynowni trałowców celem zmniejszenia zagrożenia, jakie stwarzały dla nich miny akustyczne. W myśl tej koncepcji hałaśliwa maszynownia umieszczona została na sztywnej platformie, która zapewniała izolację dźwiękową dzięki umieszczeniu jej na elastycznych podporach. Dla "Threshera" opracowano wspartą na platformie, korzystającą z przekładni turbinę w najmniejszej możliwej konfiguracji. Mimo to systemy wyciszenia powodowały, że cała maszynownia, mieszcząca taki sam jak na Skipjackach reaktor, była znacznie większa od maszynerii poprzedników. Takie rozwiązanie konstrukcyjne zapewniło znaczne zmniejszenie poziomu hałasu wytwarzanego przez układ napędowy, nieoczekiwanie jednak pojawił się nowy problem – z hałasem powodowanym przez śrubę na skutek zaburzeń przepływu wody. By temu zaradzić, opracowano nową śrubę, której płatom nadano skośny kształt. Takie rozwiązanie okazało się na tyle dobre, że zostało następnie zaadaptowane przez większość zachodnich marynarek wojennych, a około 1985 roku także przez marynarkę Związku Radzieckiego, kiedy stało się to możliwe dzięki uzyskaniu przez ZSRR specjalnego wyposażenia cyfrowych obrabiarek od japońskiego koncernu Toshiba. Kiedy około roku 1987 wybuchł związany z transferem skandal, wyszło na jaw, że Sowieci uzyskali dzięki niemu możliwość drastycznego obniżenia sygnatury akustycznej swoich okrętów.
Charakterystyki okrętu prototypowego zaakceptowano w lipcu 1957 roku, po czym powierzono stoczni Portsmouth Naval Shipyard opracowanie szczegółowego projektu nowych okrętów. Dla tej stoczni był to pierwszy – i, jak się później okazało, ostatni – własny projekt okrętu z napędem atomowym. Ukończony w październiku 1957 roku projekt wstępny przewidywał okręt o wymiarach 83,2 m na 6,6 m o wyporności nawodnej 3451, a podwodnej 4080 długich ton. Wkrótce jednak projektowane wymiary okrętu zaczęły rosnąć, przez co wyporność wzrosła do odpowiednio 3788 i 4311 długich ton.

## Budowa
2 lipca 1956 roku Kongres zatwierdził budowę sześciu myśliwskich okrętów podwodnych z napędem nuklearnym. Program finansowy budowy okrętów na rok budżetowy 1957 przewidywał początkowo sześć nuklearnych myśliwskich okrętów podwodnych – wszystkie planowane były jako jednostki typu Skipjack. Z uwagi jednak na ograniczone zdolności produkcyjne stoczni, które oprócz okrętów myśliwskich budowały w tym czasie także strategiczne jednostki "Polaris", zawarcie kontraktu na budowę ostatniej jednostki SSN zostało opóźnione. Opóźnienie to umożliwiło znaczne zmiany konstrukcyjne w szóstym okręcie tego typu, dzięki którym siódmy ogólnie Skipjack dysponować miał znacznie większymi możliwościami. Składały się na to ulepszenia w zakresie maksymalnej głębokości zanurzenia, nowy sferyczny sonar dziobowy z nowym przetwornikiem aktywnym (prawdopodobnie SQS-23) oraz nową anteną pasywną – lepiej dopasowaną do strumieniowego kadłuba niż BQR-2. Cały zmieniony system sonarowy dysponować miał znacznie większymi możliwościami niż system zastosowany na wcześniejszych jednostkach, w przypadku podsystemu pasywnego nowy system oferował, aż o 75% większą efektywność niż wcześniejszy standard BQR-2B. W połączeniu z zaimplementowanymi do projektu znacznie lepszymi metodami wyciszania okrętu, nowa jednostka stanowiła zupełnie nową jakość. Na dodatek pojawiły się głosy, iż wyciszenie i znakomita efektywność sonaru są znacznie ważniejsze niż szybkość i manewrowość reprezentowane przez jednostki klasycznego typu Skipjack. W związku z powyższym, admirał Arleigh Burke opowiedział się za tym, aby szósty zaplanowany okręt był pierwszą jednostką nowego typu okrętów, co zakończyło dalszą budowę jednostek typu Skipjack. Połączenie wielu technologii – napędu jądrowego, architektury okrętowej, elektroniki, broni oraz metalurgii – miało dać marynarce wojennej Stanów Zjednoczonych doskonały instrument wojny podwodnej, skuteczny zarówno przeciw wrogim okrętom podwodnym, jak i nawodnym. Dodatkowo, "Thresher" wprowadzić miał pewną liczbę innowacji, które zaimplementowane miały być także w okrętach Polaris, począwszy od jednostek typu Ethan Allen.
Charakterystyka nowych okrętów została zatwierdzona w lipcu 1957 roku. Z pierwszych dziewięciu okrętów zamówionych na rok budżetowy 1957–1959: SSN 593-596 i 603-607, "Permit" (SSN-594), "Plunger" (SSN-595), "Barb" (SSN-596) i "Pollack" (SSN-603) zostały początkowo zamówione jako okręty rakietowe (SSGN). W roku 1960 Kongres przyznał środki na budowę kolejnych jednostek SSN 613-615. Program na rok 1961 zawierał początkowo zamówienie na trzy okręty, jednakże zamówienie na dwa z nich odroczono celem uwolnienia środków na powstające również w tym czasie jednostki "Polaris", pozostawiając jedynie zamówienie na USS "Haddock" (SSN-621).

### Stocznie

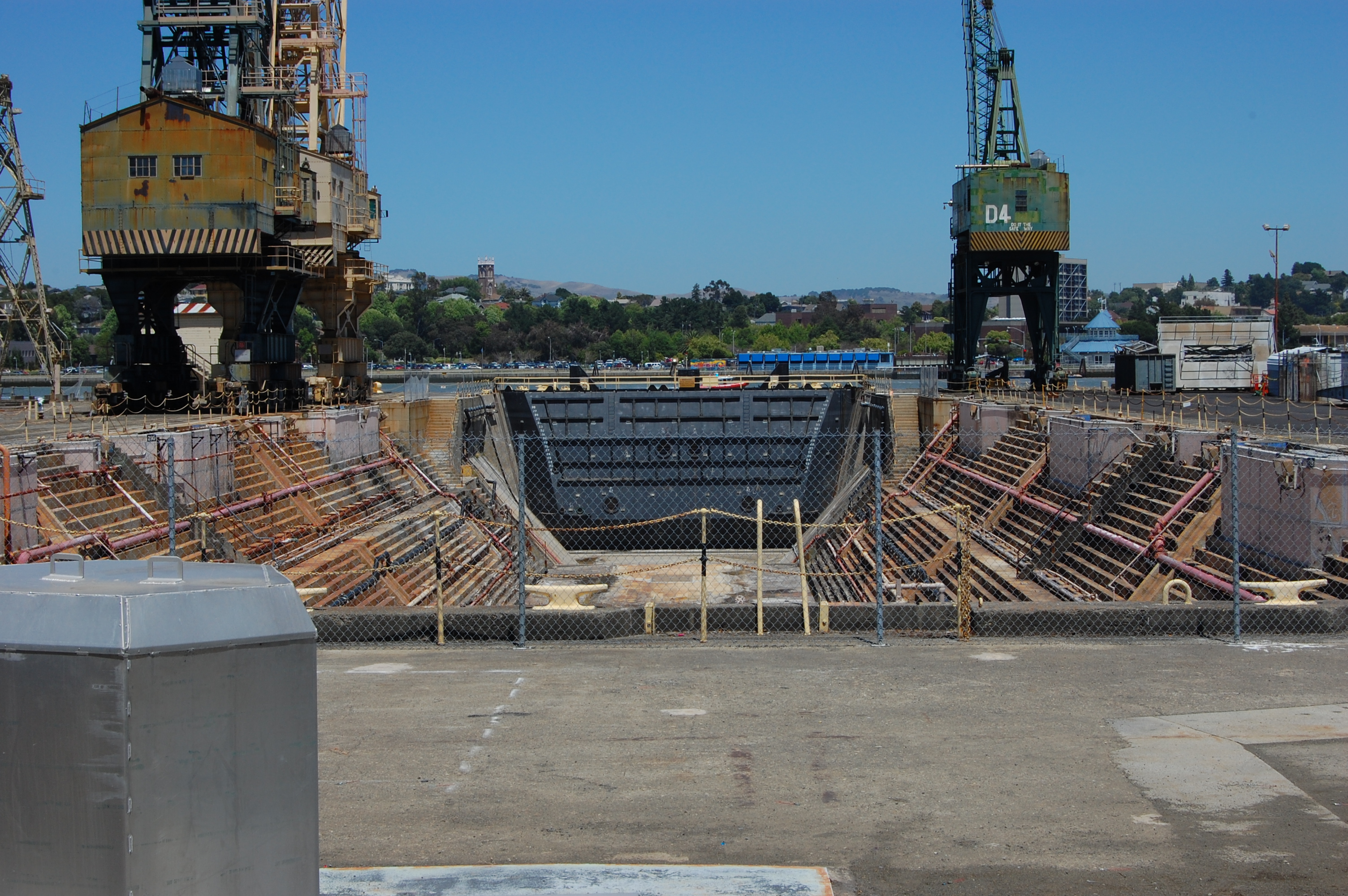
Suchy dok w stoczni Mare Island w Vallejo w Kalifornii

Kierujący Bureau of Ships kontradmirał Albert Mumma dokonał wyboru stoczni Portsmouth Naval Shipyard (PNS) do budowy jednostki prototypowej nowego typu. Skutkiem tego wyboru, PNS stała się wiodącą stocznią całego programu budowy tych jednostek, odpowiedzialną za opracowanie szczegółowego projektu nowych okrętów, planów roboczych oraz specyfikacji okrętu, z których korzystać przy ich budowie będą także inne stocznie po autoryzowaniu budowy następnych jednostek. Decyzja o przyznaniu Portsmouth kontraktu na budowę okrętu prototypowego nie była przypadkowa. Stocznia ta, pierwszy swój okręt podwodny zwodowała już w 1917 roku, a w liczbie zbudowanych okrętów tej klasy ustępowała jedynie Electric Boat. Po drugiej wojnie światowej, PNS była stocznią wiodącą budowy jednostek typu Tang, zbudowała także przełomowy USS „Albacore” (AGSS-569). W 1950 roku, kierujący amerykańskim programem napędu jądrowego Hyman Rickover próbował zainteresować tę stocznię budową okrętów z napędem atomowym i chociaż Portsmouth Naval Shipyard odmówiła, w późniejszych latach nabyła nieco doświadczeń przy tego rodzaju jednostkach. Do momentu przyznania PNS budowy "Threshera", stocznia miała w swojej historii budowy okrętów z napędem jądrowym wodowanie USS „Swordfish” (SSN-579) oraz rozpoczętą budowę USS „Seadragon” (SSN-584) typu Skate, jednakże dla jednostek tego typu, podobnie jak dla typu Skipjack, stocznią wiodąca była Electric Boat. Przyznając PNS wiodącą rolę w programie budowy jednostek Thresher, Mumma przydzielił jej odpowiedzialne i poważne zadnie oraz rozszerzył bazę technologiczną marynarki. W efekcie jednak, projekt nowego okrętu był pierwszym i zarazem ostatnim projektem okrętu z napędem nuklearnym tej stoczni.
Kontrakty na budowę poszczególnych jednostek zostały rozdzielone między pięć stoczni. Obok jednostki prototypowej SSN-593, Portsmouth Naval Shipyard otrzymała zamówienia na okręty SSN 605 i 606, Mare Island Naval Shipyard SSN 594 i 595, Ingalls Shipbuilding SSN 596, 607 i 621, New York Shipbuilding SSN 603, 604 i 612, Electric Boat natomiast na trzy jednostki SSN 613, 614 i 615.

### Problemy z łączeniem stali HY-80
15 stycznia 1958 roku, stocznia w Portsmouth otrzymała kontrakt na budowę jednostki prototypowej SSN-593, 28 maja 1958 roku – bez towarzyszącej zwykle "położeniu stępki" ceremonii – rozpoczęła jej produkcję. Rychło jednak okazało się, że budowa poszczególnych okrętów nie przebiega bezproblemowo. 18 lutego 1959 roku admirał Burke otrzymał od Knolls Atomic Power Laboratory informację, w myśl której stal HY-80 przy ścisłym zachowaniu procedur może być bezpiecznie spawana. Informacja ta oparta była na szacunkach szefów tych departamentów amerykańskich stoczni, które odpowiedzialne były za pracę ze stalą. W miarę zbliżania się jednak końca roku 1959, jedna stocznia po drugiej zgłaszała problemy ze spawaniem HY-80. Szczególnie doniosłe były informacje pochodzące od komandora podporucznika Davida Leightona z Mare Island Naval Shipyard, który odkrył spękania spawów łączących płaty kadłuba z ożebrowaniem okrętu. W trakcie badania problemu odkrył on, że stosowane przez stocznię praktyki w zakresie radiografii oraz kontroli jakości są niewystarczające. Mimo że kadłub okrętu nie należał do zakresu kompetencji Hymana Rickovera, Leighton poinformował go osobnym pismem, iż w trakcie inspekcji kadłuba otaczającego sekcję reaktora okrętu ustalono, iż wszystkie spawy tej części kadłuba muszą zostać wymienione. W pozostałych częściach okrętu, stocznia wymieniła jedynie te spawy, które uznano za wadliwe. Co więcej, niektóre spękania powstały w dni, a nawet miesiące po przeprowadzeniu inspekcji, co czyniło problem jeszcze bardziej skomplikowanym. Naprawy spawów były trudne do przeprowadzenia, kosztowne oraz czasochłonne. Tymczasem, niektóre spawy musiały być naprawiane aż sześciokrotnie, zanim uznano je za satysfakcjonujące. Stało się w tej sytuacji oczywistym, że specjalne sprawdzenie spawów musi być dokonane we wszystkich okrętach w budowie z wykorzystaniem stali HY-80.

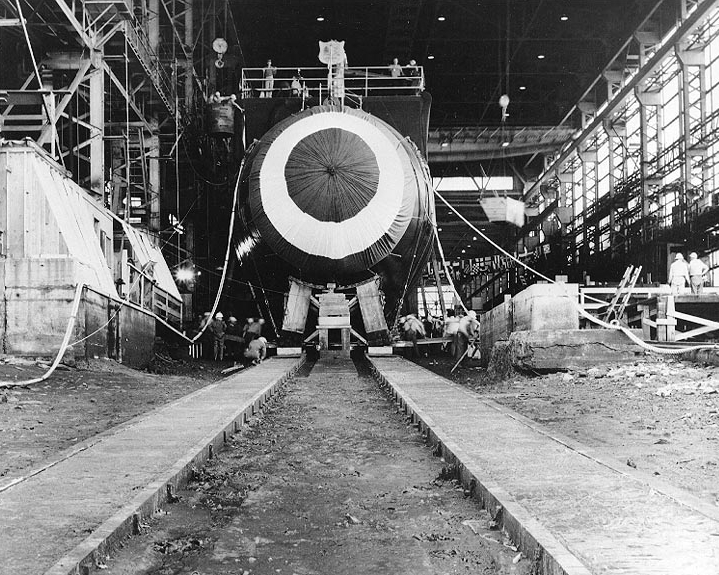
USS „Thresher” (SSN-593) na pochylni stoczni Portsmouth Naval Shipyard

Ponieważ wiele zaawansowanych technologii zastosowanych w "Thresherze" zostało przeniesionych do budowy okrętów w obdarzonym najwyższym możliwym państwowym priorytetem programie Polaris, admirał Burke udzielił najwyższego priorytetu marynarki budowie "Threshera". Problemy ze spawaniem HY-80 wywołały dyskusję w łonie marynarki nad celowością jej stosowania, a także zastosowanym w budowie jednostek nowego typu zakresem innowacji. Zdziwiony tym sporem oraz zaniepokojony przez różne poglądy na innowacje Threshera i ich zastosowanie w innych okrętach admirał Burke, szukał nowej, niezależnej oceny sytuacji. Zamiast oprzeć się na opiniach Biura Okrętów, Burke zwrócił się do kontradmirała Francisa McCorkle, szefującego zarządowi inspekcji i przeglądów – organizacji odpowiedzialnej za inspekcje okrętów i raportującej bezpośrednio szefowi operacji morskich. McCorkle stwierdził w odpowiedzi, że trudno jest na tym etapie uzyskać niepodważalne dane, jest jednak przekonany, iż stal HY-80 musi być używana, jeśli marynarka chce osiągnąć możliwość operowania na nowej, większej głębokości testowej. Kontradmirał zaproponował też wstrzymanie się z zastosowaniem HY-80 do budowy następnych okrętów, do czasu uzyskania pierwszych ocen działalności operacyjnej zbudowanego z jej użyciem "Threshera". 23 kwietnia admirał Burke skonsultował raport McCorklego z Rickoverem oraz z kilkoma innymi oficerami marynarki, po czym następnego dnia zaakceptował rekomendację użycia HY-80. Z uwagi na znaczenie tego okrętu dla całego programu budowy okrętów podwodnych, Burke zażądał jego budowy i włączenia do floty tak szybko, jak to tylko możliwe. Potrzebując danych do oceny, BuShips przyśpieszyło rozpoczęcie testów morskich "Threshera" do 15 listopada 1960 roku, biorąc pod uwagę fakt, iż okręt rozpocznie w ten sposób testy niezupełnie kompletny. W celu dotrzymania nowego terminu zakończenia budowy tej jednostki, stocznia Portsmouth spowolniła prace nad innymi okrętami i wprowadziła sześciodniowy tydzień pracy dla niektórych wydziałów. "Theresher" znalazł się na szczycie listy pilnych potrzeb, a sekretarz obrony zaaprobował priorytety dla wszystkich pilnie potrzebnych komponentów "Threshera". Sytuacja ta stała się testem dla PNS. Jak pisał kapitan Henry Rumble – wojskowy dowódca stoczni:

Portsmouth Naval Shipyard stanęła przed największym wyzwaniem w swej historii, większym niż stojące przed innymi stoczniami.

Sytuacja stoczni nie była jednak najlepsza. Jak wykazał Harrison Sayre, cywilny inżynier Bureau of Ships, który przeprowadził inspekcje procedur spawania HY-80 w Electric Boat i Portsmouth, testy radiograficzne w stoczni Electric Boat były regularne i stały na bardzo wysokim poziomie – możliwe było nawet prześledzenie historii badań radiograficznych każdego poszczególnego spawu. Laboratorium radiograficzne stoczni z Groton zatrudniało wykwalifikowany personel, zaś każdy radiogram przeglądali nadzorujący od wewnątrz tę prywatną stocznię oficerowie marynarki. Zupełnie odmienny obraz sytuacji Sayre przedstawił w odniesieniu do należącej do marynarki wojennej stoczni PNS. Stoczniowe laboratorium przeprowadzało badania radiograficzne tylko na żądanie, a chociaż techniki i procedury kontroli poprawiły się nieco, wciąż stoją na niskim poziomie. Co więcej, Sayre zaprezentował materiał filmowy z inspekcji spawów "Threshera" i budowanego w tej samej stoczni "Abrahama Lincolna" (okrętu systemu rakietowego Polaris typu George Washington), z którego wynikało, że nawet jeśli badania radiograficzne wykazują możliwe defekty spawów, nie sposób stwierdzić, które konkretnie spawy są nimi dotknięte. Sayre wskazał w konkluzji, że procedury Electric Boat spełniają wymagania i standardy Biura Okrętów, natomiast procedury Portsmouth nie.

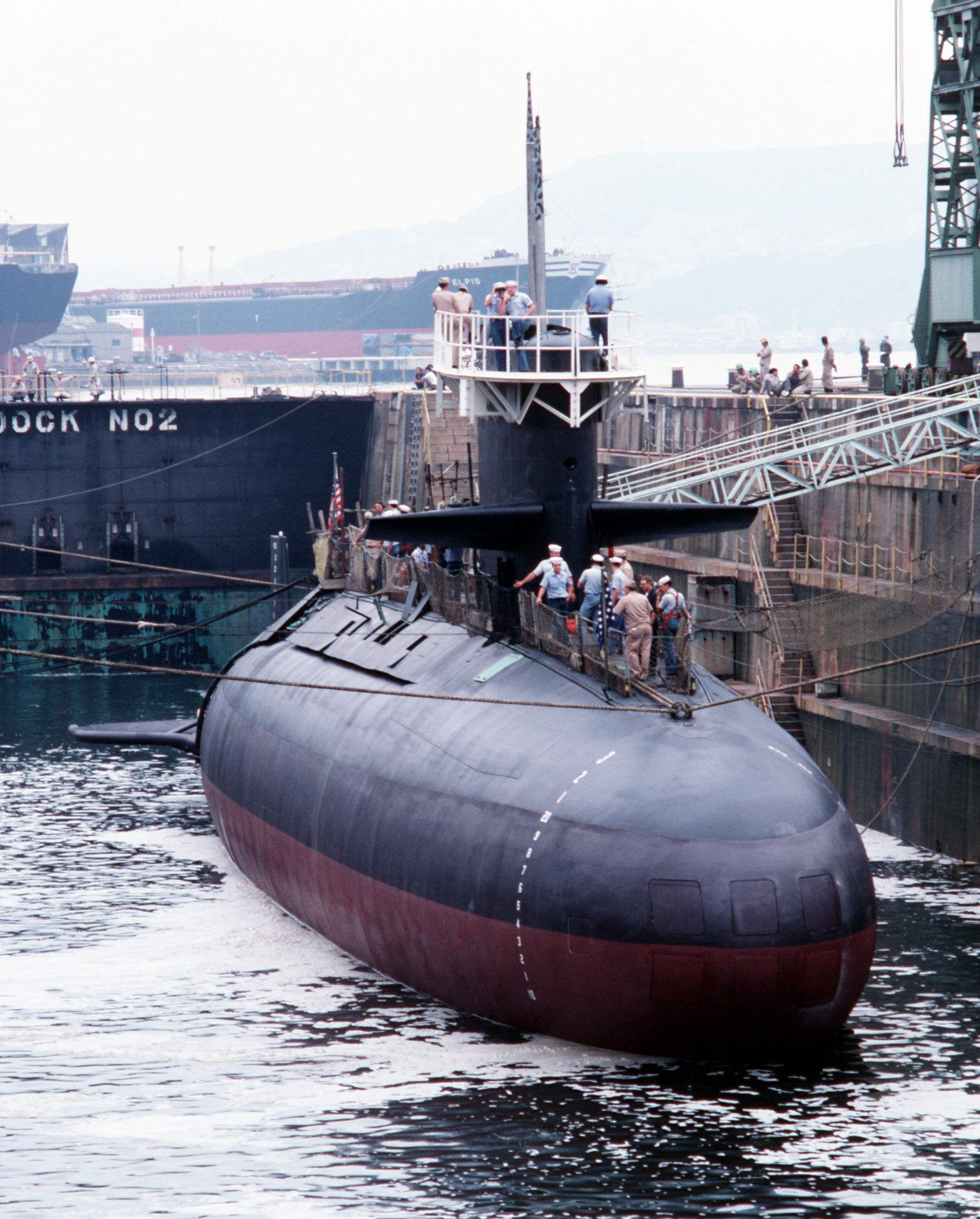
USS "Barbel" (SS-580) w suchym doku

30 listopada 1960 roku zbudowany w Portsmouth USS „Barbel” (SS-580) typu Barbel z napędem diesel-elektrycznym, brał udział w ćwiczeniach z udziałem kilku okrętów podwodnych i nawodnych. W trakcie zanurzenia na głębokość testową, doszło do przecieku wody morskiej i zalewania przedziału maszynowni, wobec czego dowódca okrętu komandor podporucznik Joseph Meyer podjął decyzję o natychmiastowym wynurzeniu awaryjnym okrętu. W trakcie inspekcji w stoczni stwierdzono, że źródłem przecieku była instalacja słonej wody morskiej, doprowadzająca wodę do wymagających chłodzenia elementów napędu. Z uwagi na ciśnienie wody na dużych głębokościach, instalacje doprowadzające wodę morską do wymagających jej elementów okrętów podwodnych, stanowią jedne z bardziej krytycznych podsystemów tej klasy jednostek, których przecieki stanowią jedno z największych zagrożeń dla życia ludzi i istnienia okrętów. Na znajdujące się w okręcie podwodnym rurociągi słonej wody działają te same siły jakie działają na kadłub sztywny, stąd też instalacje te muszą być zdolne do wytrzymania tych ciśnień w równym stopniu, co kadłub sztywny. Stwarza to niezwykle wysokie wymagania w zakresie zarówno użytych do budowy rur, zaworów i pomp materiałów, jak i sposobów wykonania połączeń elementów tych instalacji. W okrętach typu Thresher zaplanowane zostało użycie do budowy instalacji słonej wody stali HY-80, tej samej, która posłużyła do budowy kadłuba. Jej montaż dotknęły więc wkrótce podobne problemy, jakich doświadczono przy łączeniu elementów głównej struktury okrętu. Do montażu tego rodzaju instalacji pod pokładem okrętu marynarka używała dwóch rodzajów połączeń: lutowania twardego srebrem oraz połączenia spawanego. W niektórych przypadkach, lutowanie twarde srebrem było najlepszą metodą łączenia rur wykonanych z dwóch różnych materiałów, wymagało jednak doświadczonych pracowników dokonujących łączenia z najwyższą ostrożnością. Jednak największą bolączką tego czasu, był brak wiarygodnego sposobu kontroli jakości tego rodzaju połączeń. W przypadku spawania, badanie radiograficzne spawu dawało całkowity obraz jakości połączenia, podczas gdy ta sama technika stosowana dla połączeń lutowanych nie ujawniała niektórych rodzajów defektów. Spawanie było jednak droższą techniką łączenia i nie mogło być stosowane do łączenia ze sobą elementów wykonanych z niektórych różniących się materiałów.

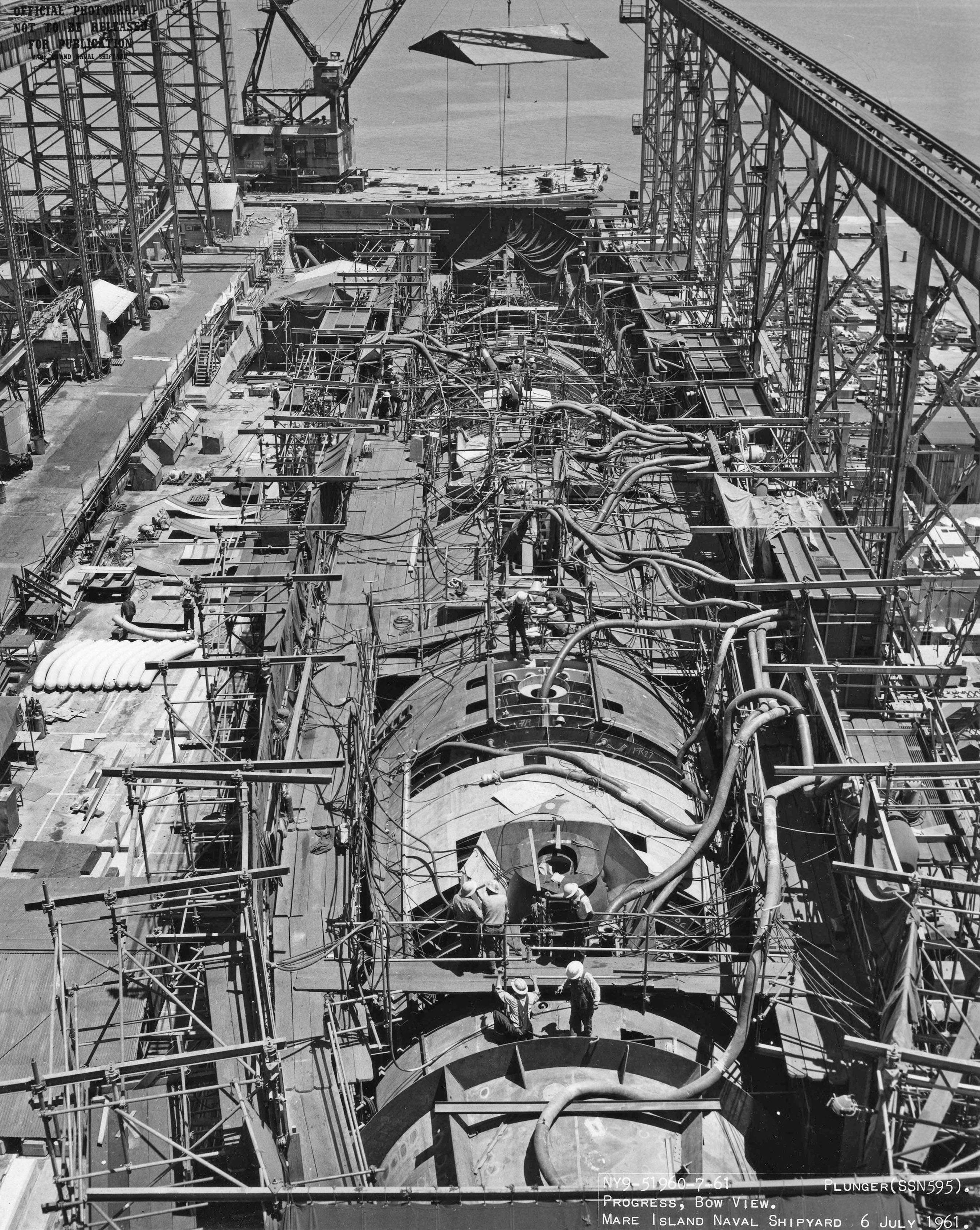
Budowa USS "Plunger" (SSN-595) w stoczni Mare Island

Na przełomie lat 50. i 60. XX wieku, wszystkie amerykańskie stocznie miały problemy z wykonywaniem połączeń za pomocą lutu twardego srebrem i sprawdzaniem ich jakości. De facto, kompletne sprawdzenie jakości połączonych ze sobą w ten sposób rur wymagało ich wymontowania i poddania testom wytrzymałościowym, odporności na wibracje, zmiany temperatur i wstrząsy. Krótko po incydencie USS "Barbel", w trakcie przeprowadzanych testów morskich zawiodło jedno z połączeń lutowanych na "Abrahamie Lincolnie" 24 marca, Bureau of Ships zażądało od wszystkich stoczni budujących okręty podwodne zagwarantowania, że do systemów słonej wody używają właściwych materiałów. Gdy USS "Thresher" dzieliło zaledwie kilka tygodni od planowego rozpoczęcia testów morskich, stocznia w Portsmouth postanowiła sprawdzić połączenia tego okrętu, dzieląc swoje zespoły na dwie części – jedna z nich miała dokonać inspekcji wszystkich dostępnych i niezakrytych systemów instalacji słonej wody między 7 a 23 kwietnia, drugi zaś zespół miał dokonać inspekcji już po zakończeniu testów, przed oddaniem okrętu do użytku flocie. Problemy ze sprawdzaniem jakości połączeń sprawiły jednak, że Biuro Okrętów rozpoczęło prace nad opracowaniem mechanicznych i elektrycznych technik niedestrukcyjnego testowania połączeń. 1 marca jednak, PNS zakończyła opracowanie zestawu czterech specyfikacji i procedur lutowania twardego srebrem, które – jak stwierdziła stocznia – wykazały się w testach wysokim stopniem pewności, że połączenia tego rodzaju w okrętach będą odpowiednio wysokiej jakości.

### Harmonogram budowy
28 maja 1958 roku rozpoczęto budowę okrętu prototypowego, który otrzymał później nazwę USS "Thresher" z numerem kadłuba hull number SSN-593. Niemal po roku od rozpoczęcia budowy "Threshera", 1 maja 1959 roku w stoczni Mare Island Naval Shipyard rozpoczęto budowę drugiej jednostki tego typu – "Permit" (SSN-594), która została zwodowana 1 lipca 1961 roku, Ingalls Shipbuilding budowę swojej pierwszej jednostki – "Barb" (SSN-596) – rozpoczęła 9 listopada 1959 roku, New York Shipbuilding zaś – "Pollack" (SSN-603) – 14 marca 1960 roku. Stocznia Electric Boat rozpoczęła swój udział produkcyjny w programie budowy okrętów typu Thresher 14 kwietnia 1961 rozpoczęciem budowy "Flasher" (SSN-613), katastrofa "Threshera" opóźniła jednak ukończenie budowy dwóch pozostałych przydzielonych jej jednostek tego typu, a także ostatniej jednostki budowanej przez stocznię Ingalls Shipbuilding "Haddock" (SSN-621).
| Okręt                 | Stocznia                   | Początek budowy   | Wodowanie        | Przyjęcie do służby | Koniec służby    |
| --------------------- | -------------------------- | ----------------- | ---------------- | ------------------- | ---------------- |
| "Thresher" (SSN-593)  | Portsmouth Naval Shipyard  | 28 maja 1958      | 9 lipca 1960     | 3 sierpnia 1961     | 10 kwietnia 1963 |
| "Permit" (SSN-594)    | Mare Island Naval Shipyard | 1 maja 1959       | 1 lipca 1961     | 29 maja 1962        | 23 lipca 1991    |
| "Plunger" (SSN-595)   | Mare Island Naval Shipyard | 2 marca 1960      | 9 grudnia 1961   | 21 listopada 1962   | 2 lutego 1990    |
| "Barb" (SSN-596)      | Ingalls Shipbuilding       | 9 listopada 1959  | 22 lutego 1962   | 24 sierpnia 1963    | 10 marca 1989    |
| "Pollack" (SSN-603)   | New York Shipbuilding      | 14 marca 1960     | 17 marca 1962    | 26 maja 1964        | 1 marca 1989     |
| "Haddo" (SSN-604)     | New York Shipbuilding      | 9 września 1960   | 18 sierpnia 1962 | 16 grudnia 1964     | 12 czerwca 1991  |
| "Jack" (SSN-605)      | Portsmouth Naval Shipyard  | 16 września 1960  | 24 kwietnia 1963 | 31 marca 1967       | 11 lipca 1990    |
| "Tinosa" (SSN-606)    | Portsmouth Naval Shipyard  | 24 listopada 1959 | 9 grudnia 1961   | 17 listopada 1964   | 15 stycznia 1992 |
| "Dace" (SSN-607)      | Ingalls Shipbuilding       | 6 czerwca 1960    | 18 sierpnia 1962 | 4 kwietnia 1964     | 2 grudnia 1988   |
| "Guardfish" (SSN-612) | New York Shipbuilding      | 28 lutego 1961    | 15 maja 1965     | 20 grudnia 1966     | 4 lutego 1992    |
| "Flasher" (SSN-613)   | Electric Boat              | 14 kwietnia 1961  | 22 czerwca 1963  | 22 lipca 1966       | 14 września 1992 |
| "Greenling" (SSN-614) | Electric Boat              | 15 sierpnia 1961  | 4 kwietnia 1964  | 3 listopada 1967    | 18 kwietnia 1994 |
| "Gato" (SSN-615)      | Electric Boat              | 15 grudnia 1961   | 14 maja 1964     | 25 stycznia 1968    | 25 kwietnia 1996 |
| "Haddock" (SSN-621)   | Ingalls Shipbuilding       | 24 kwietnia 1961  | 21 maja 1966     | 22 grudnia 1967     | 7 kwietnia 1993  |

SSN-593 zwodowano 9 lipca 1960 roku, 10 marca 1961 roku reaktor "Threshera" osiągnął stan krytyczny, dwa dni później natomiast, S5W po raz pierwszy dostarczył siłowni okrętu mocy. Termin rozpoczęcia testów stoczniowych okrętu ustalono pierwotnie na 23 kwietnia, jednakże ów termin został następnie przesunięty na dzień 29 kwietnia 1961 roku. "Thresher" był jednak okrętem ze wszech miar prototypowym. Nie tylko był pierwszym okrętem nowej konstrukcji, był też pierwszym okrętem, w którym testowa głębokość zanurzenia została ustalona na 1300 stóp (400 metrów), wobec 700 stóp (213 metrów) zanurzenia okrętów typu Skipjack. Zbliżające się testy stoczniowe okrętu dowieść miały prawidłowości konstrukcji i możliwości bezpiecznego zanurzania na ustaloną głębokość testową. W marynarce amerykańskiej wprawdzie, margines bezpiecznego zanurzania standardowo jest ustalany na głębokość około 50% większą od głębokości testowej, jednakże to ta ostatnia jest przedmiotem testów. Praktyką przyjętą przez admirała Rickovera był udział w testach każdego amerykańskiego okrętu podwodnego z napędem jądrowym i kierowanie nimi. Pierwsza próba testu zanurzenia nie powiodła się, wobec wskazań czujnika naprężenia kadłuba, który wskazywał większy od spodziewanego nacisk. W tej sytuacji adm. Rickover nakazał przerwanie testu, wynurzenie i powrót do Portsmouth celem sprawdzenia wskaźników. Okręt wyszedł ponownie w morze 23 maja, po usunięciu wadliwości działania urządzeń pomiarowych. Już w pierwszym rejsie stwierdzono, że układ napędowy działa zadowalająco, toteż adm. Rickover nie brał udziału w tej części testów. W jej ramach, załoga przeprowadziła rozległy zakres testów, w trakcie których okręt bezpiecznie osiągnął konstrukcyjną głębokość testową. Pomyślne zakończenie testów potwierdziło słuszność założeń oraz prawidłowość rozwiązań konstrukcyjnych, nowego typu, co umożliwiło wejście okrętu prototypowego nowego typu do służby w United States Navy 3 sierpnia 1961 roku.

## Konstrukcja i wyposażenie
"Thresher" był pierwszym nowoczesnym amerykańskim okrętem podwodnym z napędem nuklearnym – poprzednikiem w linii prostej wszystkich myśliwskich okrętów podwodnych tego kraju. W odróżnieniu od wcześniejszych konstrukcji Threshery były prawdziwymi okrętami ogólnego przeznaczenia. Łączyły w sobie cechy typowego okrętu myśliwskiego zaczerpnięte z jednostek typu Skipjack oraz wyspecjalizowanego w zadaniach ZOP USS „Tullibee” (SSN-597). Nowe okręty otrzymały dużą, sferyczną antenę sonaru AN/BQQ-2, w późniejszym zaś czasie AN/BQQ-5, co wymusiło ustawienie umieszczonych w śródokręciu czterech wyrzutni torpedowych pod kątem, kadłub lekki pozbawiony superstruktury i kadłub sztywny ze stali HY-80.
Cały projekt był znaczącym postępem w stosunku do wcześniejszych typów okrętów, stanowił jednak efekt ich rozwoju, nie zaś przełom, jakim wobec swoich poprzedników był "Skipjack". Głównymi polami znaczących ulepszeń były głębokość zanurzenia testowego, wyciszenie, sprawność sonaru, wytrzymałość na wstrząsy oraz uzbrojenie. Najważniejszą jednak cechą tych okrętów, było wyposażenie w znakomity w tym czasie sonar BQQ-2, następca posiadających długą historię sonarów pasywnych ANBQR-2 i AN/BQR-4. W następnych latach – zwłaszcza po utracie "Threshera" – cały projekt zrewidowano i w przyszłości stał się podstawą budowy jednostek następnego typu: Sturgeon.

### Konstrukcja kadłuba

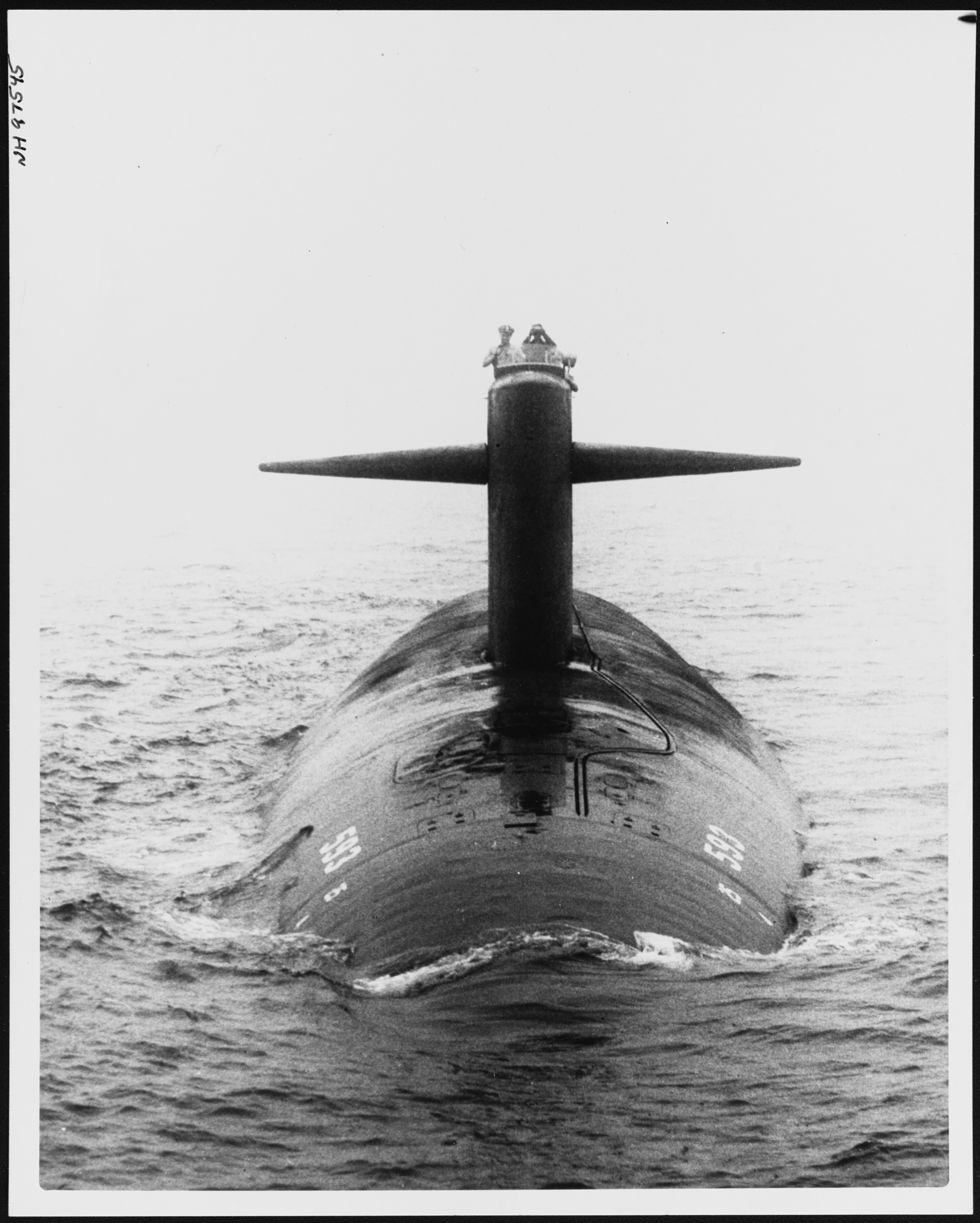
Zdjęcie uwidaczniające zmodyfikowany kadłub typu albacore "Threshera". Projekt miał krótką strukturę kiosku, co okazało się niesatysfakcjonujące z punktu widzenia przestrzeni niezbędnej dla pomieszczenia masztów i elektronicznego wyposażenia obserwacyjnego. W celu rozwiązania tego problemu, trzy późniejsze okręty zostały znacznie zmodyfikowane w tym zakresie.

Jednostki typu Thresher miały większy kadłub od okrętów typu Skipjack, jednakże opór opływającej kadłub wody, został w ich przypadku zredukowany do niemal takiego samego poziomu, jak w przypadku poprzedników. Było to możliwe do osiągnięcia dzięki drastycznej redukcji rozmiarów kiosku i innych elementów wystających z kadłuba. Kiosk pierwszych okrętów nowej generacji zredukowany został do ¼ wielkości kiosku USS "Skipjack". Wzrost wyporności nowych okrętów o 14 procent powodował znaczny wzrost oporu wody, który musiał być zmniejszony – grubszy i bardziej zaokrąglony kadłub "Thresherów" miał gorszy od poprzedników stosunek długości do szerokości (8,7 versus 7,9), jednakże nie wystarczało to do uczynienia odpowiedniej różnicy. Krzywa oporu w przeliczeniu na jedną tonę jest bowiem niemal płaska w tym przedziale. W grudniu 1961 roku zamówiona została modyfikacja "Threshera", jego konstruktorzy poświęcili bowiem zbyt wiele celem zmniejszenia oporów. Przykładowo, "Thresher" miał tylko jeden peryskop, na dodatek nie najlepiej umiejscowiony za chrapami. Z uwagi na to, że kiosk tego okrętu był zbyt krótki, na głębokości peryskopowej kadłub znajdował się bardzo blisko powierzchni wody, co czyniło trudnym utrzymanie głębokości w tej pozycji. Oczywistym wyjściem z tej sytuacji było zwiększenie rozmiarów kiosku w celu umożliwienia przesunięcia wysoko umiejscowionych sterów głębokości w dół jego konstrukcji. W tym czasie formalnie wprowadzono nowe wymaganie konstrukcyjne w postaci technicznego umożliwienia prowadzenia obserwacji elektronicznej, jako drugoplanowej misji tych okrętów. Wymaganie to stało się powodem dodania nowych masztów, a w konsekwencji dalszego zwiększenia rozmiarów kiosku. W celu lepszego zbalansowania części sterów ogonowych, bocznym poziomym sterom ogonowym dodano zakończenie w postaci pionowych płyt. Ogonowe usterzenie pionowe nie mogło zostać powiększone, z uwagi na niemożliwość wydłużenia dolnej płetwy pionowej poniżej linii kilu.

### Układ napędowy
Układ napędowy jednostek typu Thresher tworzyła siłownia jądrowa z reaktorem wodno-ciśnieniowym (PWR) Westinghouse S5W o mocy cieplnej 78 MW, wykorzystującym wzbogacony do 95% uran 235U, wraz z wyposażoną w przekładnię turbiną parową oraz jeden wał napędowy wraz z pędnikiem w postaci śruby. Ten układ napędu jądrowego zapewniał moc wyjściową turbiny 15.000 KM. Układ napędowy tych jednostek oparty był na tej samej siłowni, którą zastosowano poprzednio w konstrukcji jednostek typu Skipjack. Istotnym jednak novum było zastosowanie układu absorbującego drgania maszynowni, poprzez umieszczenie jej na pochłaniającej drgania podstawie. Podstawa ta miała bardzo dużą masę, była jednak zamontowana elastycznie zarówno do urządzeń maszynowni, jak i do kadłuba okrętu. Jej celem był zmniejszenie transmisji wibracji z maszynowni okrętu do kadłuba, skąd jako energia akustyczna w postaci fal dźwiękowych propagowały w wodzie morskiej i mogły być odebrane przez wrogi sonar pasywny.

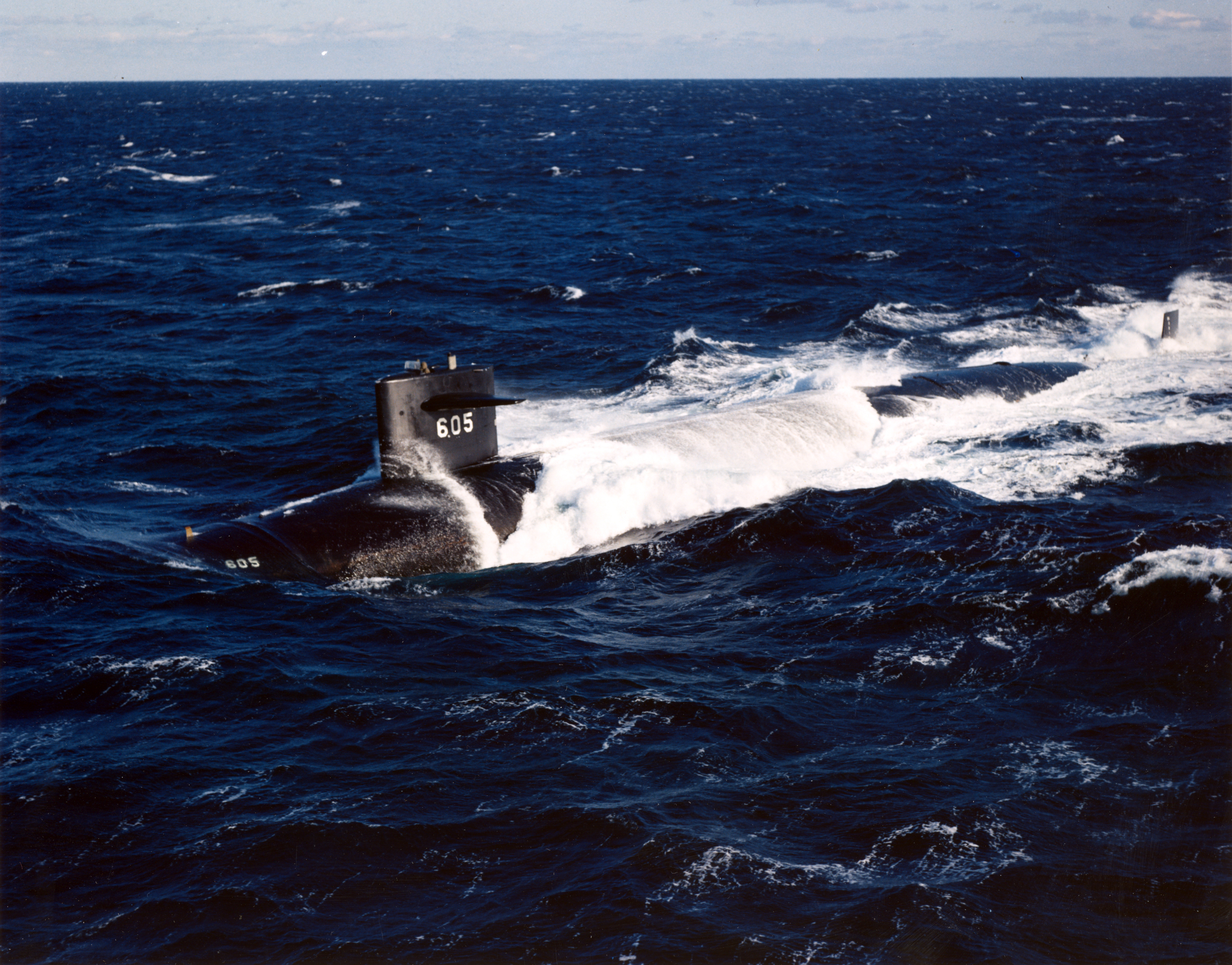
USS "Jack" (SSN-605) – jedyny przedstawiciel typu Thresher wyposażony w pędnik w postaci śrub przeciwbieżnych

Wkrótce po wejściu do służby USS "Skipjack", a po zakończeniu opracowywania projektu "Threshera", pojawił się niespodziewany problem związany z częstotliwością obrotu śruby napędowej i związanym z tym hałasem. Śruba okrętu podwodnego nie pracuje w idealnie niezakłóconym strumieniu przepływającej wody. Przeciwnie – każdy z płatów śruby okresowo uderza w strugę wody wywoływaną przez elementy wystające z kadłuba, w pierwszym zaś rzędzie przez kiosk. Płaty śruby wibrują za każdym razem gdy uderzają w strugę, wibracja zaś powoduje hałas. W przeszłości, głównym źródłem hałasu generowanego przez śrubę była kawitacja, na co remedium była duża, wolno obracająca się śruba. Mniejsze śruby obracały się w całości w relatywnie jednorodnym względem nich strumieniu opływającej kadłub wody. Wywoływany przez nie hałas był wprawdzie słyszalny, nie miał jednakoż znacznego udziału w sygnaturze akustycznej okrętu. Jednak wraz ze zwiększeniem rozmiarów śruby, każdy z osobna płat zaczął nieregularnie uderzać w strugę, co doprowadzało w konsekwencji do znacznego wzrostu poziomu szumów. Dla Biura Okrętów odkrycie w tym aspekcie problemu hałaśliwości śruby, było złym zaskoczeniem. Jednym z rozwiązań tego problemu mogło być zastąpienie śruby pędnikiem wodnoodrzutowym, innym zaś zastosowanie śrub przeciwbieżnych – które zostały wykluczone na wczesnym etapie programu konstrukcyjnego "Threshera". W teorii napęd za pomocą śrub przeciwbieżnych wydawał się dobrym rozwiązaniem, jednak tego rodzaju układ wymagał zastosowania przekładni epicyklicznej, co w tym czasie nie było jeszcze uważane za praktyczne. Najlepszym rozwiązaniem okazała się śruba z płatami w kształcie zbliżonym do ostrza kosy, które rozcinają strugi wody bardziej stopniowo. Prawidłowe uformowanie odpowiedniego kształtu płatów tego rodzaju śruby, wymaga bardzo dokładnej konstrukcji i wielce precyzyjnej obróbki materiału. Przez wiele lat nawet przybliżony, ogólny kształt tej śruby utrzymywany był w ścisłej tajemnicy, chociaż podobny kształt został później zaadaptowany przez większość flot państw Zachodnich. Około 1985 roku kształt ten zastosowała w swoich okrętach także flota Związku Radzieckiego po tym, jak Toshiba nielegalnie sprzedała ZSRR precyzyjne, obrabiarki sterowane numerycznie.
Uzupełnienie układu napędowego tych okrętów stanowił wprowadzony przez nie do wszystkich późniejszych amerykańskich okrętów z napędem jądrowym dodatkowy wysuwany silnik elektryczny SPM (Secondary Propulsion Motor) o mocy 325 KM, którego konstrukcja przez obrót całego urządzenia umożliwiała zmianę kierunku ciągu o 360°, służący do ułatwienia manewrowania zarówno w porcie, jak i w morzu. Dodatkowo, jak jednostki typu Skipjack, jednostki typu Thresher otrzymały silnik elektryczny EPM (Electric Propulsion Motor) na prąd stały zasilany z dieslowskiego generatora prądu stałego. EPM owinięty był wokół wału napędowego (za sprzęgłem), zapewniając możliwość powrotu do bazy w wypadku uszkodzenia reaktora uniemożliwiającego jego pracę, jednakże nie w wypadku uszkodzenia wału napędowego jedynej głównej śruby. Zastosowanie prądu stałego podyktowane było łatwością odwracania ciągu. Problem ten rozwiązywał silnik SPM, który dzięki możliwości obracania się o 180° mógł korzystać z prądu zmiennego, był też bardziej kompaktowy. Pomocniczym elementem układu napędowego tych okrętów był także generator elektryczny Diesla, mogący pracować także jako silnik Diesla, dzielący szynę prądu zmiennego z okrętowymi turbogeneratorami. Generator ten, za pośrednictwem zestawu silników-alternatorów, ładuje okrętowe baterie akumulatorowe.

### Sensory

#### System sonarowy

##### AN/BQQ-2
Najważniejszym elementem wyposażenia jednostek typu Thresher był ich pasywno-aktywny system sonarowy AN/BQQ-2, z po raz pierwszy wprowadzoną dużą kulistą anteną na dziobie. W odróżnieniu od następnych typów amerykańskich okrętów podwodnych, antena ta nie była jeszcze osłonięta od góry specjalna osłoną, chroniącą ją przed rozprzestrzeniającym się w dół hałasem z powierzchni wody (na przykład w postaci odbić własnej fali dźwiękowej okrętu). BQR-2 zastąpił używane w US Navy pasywne sonary AN/BQR-2 oraz AN/AQR-4. Sferyczna antena dziobowa o średnicy 15 stóp (4,57 metra), mieściła 1241 hydrofonów. W porównaniu do starszych sonarów, cechował się większym zasięgiem detekcji, dzięki większej zdolności do rozróżniania między dźwiękami celu a hałasem własnego okrętu oraz dźwiękami naturalnymi otoczenia. Nadto, zdolność do elektronicznego przeszukiwania w trzech wymiarach pozwalała mu do maksimum wykorzystać fakt odbijania propagującej fali energii akustycznej od dna morskiego. BQQ-2 wyposażony był także w moduł sonaru aktywnego o wąskiej charakterystyce promieniowania, mimo faktu że do tego czasu doktryna operacyjna marynarki amerykańskiej zarzuciła już stosowanie w praktyce tego rodzaju sonaru na rzecz operacji opartych na wykorzystaniu wyłącznie sonaru pasywnego. Lokalizacja anteny sonaru na dziobie okrętu podyktowana była potrzebą umieszczenia jej w najlepszej z punktu widzenia skuteczności poszukiwań pozycji, także możliwie najdalej od źródeł hałasów własnych okrętu w postaci maszynowni i śruby.

##### AN/BQQ-5
Po roku 1973, 91 amerykańskich okrętów podwodnych otrzymało nowo opracowany pierwszy w pełni cyfrowy system sonarowy AN/BQQ-5. Wśród nich znajdowały się jednostki typu Permit, w których BQQ-5 zastąpił analogowe układy BQQ-2. Ten układ sonarowy wyposażony był m.in. w antenę holowaną TB-16 z modułem akustycznym anteny o długości 75 metrów, średnicy 8,25 milimetra oraz wadze 640 kilogramów, umieszczonym na końcu cienkiego przewodu o długości 800 metrów, średnicy 9,5 milimetrów oraz wadze 205 kilogramów.

#### Pozostałe sensory

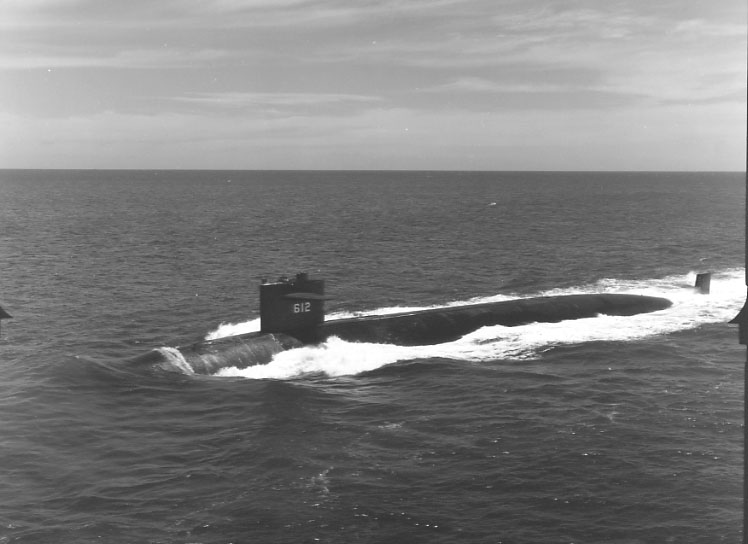
USS "Guardfish" (SSN-612)

Niewielkie rozmiary kiosku jednostek Thresher umożliwiały zmieszczenie w nim tylko dwóch urządzeń penetrujących jego strukturę. Pierwszym z nich był początkowo jeden peryskop typu 8, który jednak nie był wyposażony w układy walki elektronicznej (Electronic support measures – ESM), toteż druga pozycja zarezerwowana była dla masztu ESM. Sytuacja ta zmieniła się jednak podczas budowy jedenastej jednostki USS "Flasher" (SSN-613), kiedy dostępny stał się oferujący również funkcje ESM peryskop typu 15, który zastąpił swojego poprzednika, natomiast peryskop bojowy typu 2 zastąpił maszt ESM. Układ sensorów uzupełniał radar przeszukiwania powierzchni i przestrzeni powietrznej SS-2A, zapewniający informacje o odległości celu, namiarze, pułapie oraz IFF. Ponadto na wyposażeniu okrętów znajdowały się także systemy radiowe VLF (very low frequency), UHF (ultra high frequency) oraz MHF (medium-high frequency).

### Układ kontroli ognia
Początkowo jednostki otrzymały zmodyfikowany system kontroli ognia okrętów Skipjack Mk. 101. Po zaadaptowaniu go do użycia z nowym pasywno-aktywnym systemem sonarowym dalekiego zasięgu układ ten otrzymał oznaczenie Mk. 112 (jak w "Tullibee"). W styczniu 1959 roku "Thresher" otrzymał częściowo cyfrowy system FCS Mk. 113 (Fire Control System), w którym zaimplementowano kontrolę nad systemem rakietowym SUBROC. Układ Mk. 113 kontrolował przygotowanie, stan, odpalanie i naprowadzanie torped i pocisków rakietowych. Namiary celu uzyskane z układu sonarowego okrętu podlegały filtracji i wraz z danymi o ruchu własnego okrętu poddawane były analizie w komputerze Mark 130 (Mk. 130) – pierwszym elektronicznym, cyfrowym komputerze używanym w amerykańskich jednostkach o przeznaczeniu myśliwskim. Przy aktualnych danych wejściowych o wektorze ruchu własnego okrętu, odległość do celu, jego kurs oraz prędkość mogły być obliczane na podstawie wskazań sonaru pasywnego. Operator systemu mógł uczestniczyć w procedurze analizy ruchu celu ("Target Motion Analysis" – TMA) za pośrednictwem konsoli analizatora Mark 51 (Mk. 51). Układ Mark 113 wyposażony był w podsystemy:
- kierunku ataku Mark 75 (Mk. 75) przetwarzający informacje na temat własnego okrętu oraz na temat celu, w celu obliczeń w zakresie balistyki torpedy oraz danych dla przewodowego sterowania torpedą, utrzymywał także ciągłe śledzenie pozycji celu oraz torpedy;
- konsola kontroli ataku Mark 50 (Mk. 50), będącą panelem odpalania broni, zobrazowania sytuacji taktycznej, a także panelem kontroli statusu przedziału torpedowego okrętu.

Dodatkowo, system zawierał dwa panele Mark 66 (Mk.66) kontroli torped, dwa tonalne generatory sygnału ("Tone Signal Generators" – TSG) Mark 47 (Mk. 47). Celem umożliwienia systemowi obsługi torped Mark 48 (Mk. 48), do istniejącej wersji Mod.2 systemu wprowadzono istotne modyfikacje, nowo powstała w ten sposób wersja systemu otrzymała oznaczenia Mod. 6 i Mod. 8. Konsola Mk.66 stanowiąca pierwsze zastosowanie technologii układów scalonych średniej (MSI) i dużej skali integracji (LSI) w okrętach podwodnych pracowała jako panel programowania, podczas gdy TSG Mk. 47 generowała sygnały do przewodowej transmisji danych do torpedy.
Z czasem, w miarę wzrostu zasięgu wykrywania przez okrętowy sonar pasywny, ujawniały się słabości interfejsu układu Mk.113. Wzrost zasięgu wykrywania, oznaczał jednocześnie wzrost liczby wykrywanych obiektów, nie wszystkie zaś z nich mogły być celami wojskowymi. Rozróżnienie celów od obiektów, które nie powinny być przedmiotem bojowego zainteresowania załogi okrętu, musiało być wobec tego uzależnione od zachowania tych obiektów. Właściwą zaś ocenę zachowania utrudniały możliwości konsol operatorskich i ich monitorów CRT. Ponadto, jedynie prototyp systemu zainstalowany na okręcie prototypowym typu – USS "Thresher" – składał się z 4 analizatorów niezbędnych do ataku na cztery cele jednocześnie – okręt nie mógł odpalić drugiej salwy czterech torped kierowanych przewodowo, dopóki przewody sterujące pierwszej salwy nie rozwiną się całkowicie. Wersja seryjna zaś Mk. 113, Mod 2, wyposażona była natomiast w jedynie jeden analizator na konsolę ataku. Kolejne wersje systemu zostały dostosowane do kontroli torped Mk. 48. Wprowadzono także oprogramowanie SUBIC z matematycznymi modelami technik TMA, co pomagało w wykrywaniu błędów w określeniu odległości, kursu i prędkości celów. Dalszy rozwój systemu doprowadził do wprowadzenia do służby jego kolejnych wersji, przy czym układ kontroli ognia Mk. 113 Mod 10 zapewniał możliwość śledzenia większej liczby celów, niż liczba konsoli na okręcie. Typowo, każdy operator mógł kontrolować około 10 celów jednocześnie, podczas gdy układ komputerowy zdolny był do przeprowadzania 20 analiz TMA w jednostce czasu.
Po zastąpieniu sonaru BQQ-2 układem BQQ-5, tak zmieniony system nosił odtąd miano Mark 117. Układ ten został początkowo skonstruowany do kontroli i zarządzania bronią cyfrową, jednakże zastosowane konwertery umożliwiły kontrolę także nad niewycofanymi do tego czasu z użytku analogowymi wzorami uzbrojenia. I tak, połączenie Mk. 117 z komputerem Mk. 129 umożliwiło okrętom dalsze używanie pocisków przeciwpodwodnych UUM-44A SUBROC, a jednocześnie stworzyło możliwość kontroli cyfrowych pocisków przeciwokrętowych UGM-84 Harpoon.

### Uzbrojenie

#### Uzbrojenie torpedowe
Początkowo na wyposażeniu jednostek Thresher znajdowały się torpedy Mark 37 oraz jądrowe Mark 45 Astor. Torpedy te wystrzeliwane były z czterech wyrzutni torpedowych umieszczonych parami na każdym boku okrętu odchylonych od jego osi pod kątem 15°. Taka konfiguracja wyrzutni wymuszona została umieszczeniem na dziobie sferycznego sonaru, co uniemożliwiło instalację w tym miejscu wyrzutni i przedziału torpedowego.

##### Torpedy Mark 37 Mark 45
Mark 37 z głowicą wypełnioną 330 funtów (150 kg) HBX była napędzaną elektrycznie torpedą pracującą w dwóch zakresach prędkości, naprowadzaną akustycznym układem aktywnym i pasywnym. Mk.37 po raz pierwszy weszła na uzbrojenie amerykańskich okrętów podwodnych w 1956 roku, i stała się podstawą wyposażenia torpedowego amerykańskich jednostek przez następne 20 lat.
Mk.37 była pierwszym powojennym modelem amerykańskiej torpedy przeciwpodwodnej, który wszedł na uzbrojenie. Mimo swej niedoskonałości, swymi charakterystykami techniczno-taktycznymi przewyższała Mark 27 Mod 4 i stała się najdłużej służącym modelem torpedy w historii amerykańskiej floty. Mk.37 była odpalana z okrętu podwodnego na wcześniej określony prosty kurs, kontrolowany przez żyroskop w kierunku przewidywanego punktu przechwycenia celu. Po przebyciu określonego przed strzałem dystansu, głowica torpedy rozpoczynała akustyczne wyszukiwanie celu, kierując torpedą po torze zygzakowym bądź okrężnie.

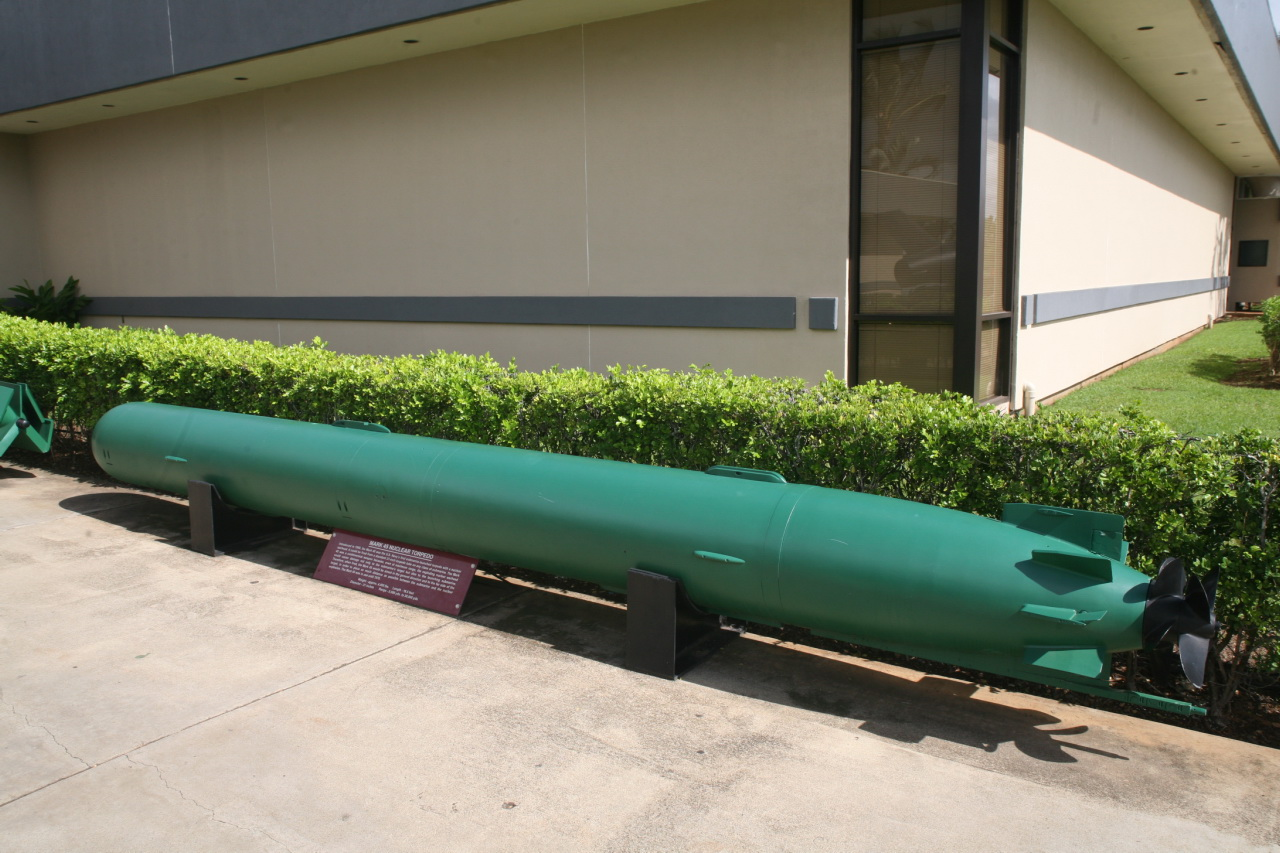
Torpeda Mark 45 Astor

Po wykryciu celu za pomocą sonaru pasywnego, torpeda naprowadzała się nań pasywnie, do momentu aż siła echa akustycznego była wystarczająco duża, aby zaistniała możliwość wykorzystania wbudowanego w torpedę hydrolokatora aktywnego. Według danych oficjalnych, dystans wyszukiwania układu sonarowego Mk.37 wynosił 700 jardów (640 metrów). Wersje Mod 1 i 2 wprowadziły naprowadzanie przewodowe, umożliwiające kontrolę torpedy w początkowej fazie ataku za pomocą okrętowego układu sonarowego o większych możliwościach od systemu wbudowanego w torpedę.
Amerykańska marynarka szacowała prawdopodobieństwo zniszczenia (kill probalility – KP) radzieckiego okrętu podwodnego za pomocą będącej na wyposażeniu okrętów US Navy od 1956 roku, torpedy Mk.37 na 1,0. W latach sześćdziesiątych jednak, kiedy do służby we flocie radzieckiej zaczęły wchodzić szybkie i głęboko zanurzające się jednostki, KP Mk.37 zaczęło spadać. Rozwiązaniem pojawiającego się w związku z tym problemu wydawały się być torpedy Mk.45 Astor z głowicą jądrową W34 o mocy 11 kiloton – była to jednak broń specjalna, której użycie obwarowane było restrykcjami. Na dodatek, taktyczna broń jądrowa nie cieszyła się w tym czasie sympatią członków załóg amerykańskich okrętów, twierdzących z przekąsem, że KP torpedy Mk.45 Astor wynosi 2,0 – zniszczony zostanie zarówno okręt przeciwnika, jak i własny.

##### Torpeda Mark 48

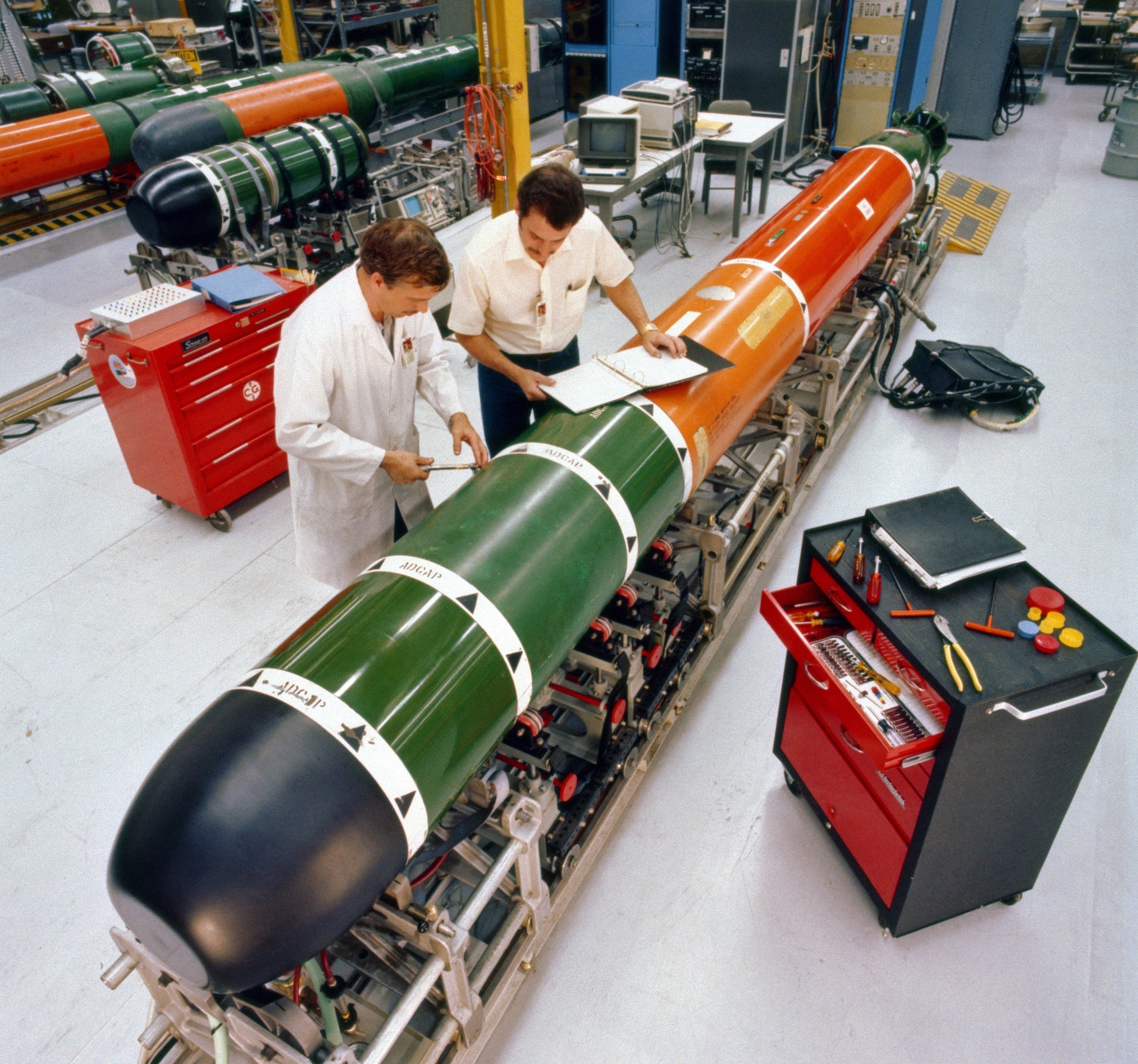
Mark 48 ADCAP w trakcie przeglądu

Z tych powodów, zapoczątkowany około roku 1960 projekt torpedy ciężkiej oznaczonej początkowo jako Ex-10, a następnie Mark 48, uzyskał znaczne wsparcie marynarki. W roku 1972 pierwsze torpedy Mk.48 Mod 1, które stanowiły podstawową wersję tego modelu uzbrojenia w tym czasie, zaczęły wchodzić pod pokłady okrętów US Navy, wypierając z czasem wszystkie starsze modele torped. Model ten o długości 5,7 metra i średnicy 533 milimetrów przenosił 650 funtów (295 kg) PBXN-103 będącego ekwiwalentem 544 kg TNT. Rzeczywiste dane dotyczące osiągów tej torpedy wciąż pozostają tajne, większość jednak opublikowanych źródeł – w tym niektóre oficjalne – opisują ich zasięg na 35.000 jardów (32000 metrów) przy prędkości 55 węzłów z operacyjną maksymalną głębokością ataku 2500 stóp (765 metrów). Nieoficjalne szacunki określają zdolność do samonaprowadzania tej torpedy w odległości do 4000 jardów (3658 metrów) – około czterokrotnie większej od możliwości w tym zakresie zapewnianych przez Mk.37. Torpeda ta napędzana była początkowo konwencjonalną śrubą, w późniejszym jednak czasie śruba zastąpiona została cichszym i bardziej wydajnym napędem za pomocą pędnika wodnoodrzutowego. Podobnie jak w przypadku parametrów "trakcyjnych", nie są do dziś publicznie dostępne dane na temat systemu naprowadzania tej torpedy. Dysponuje jednakże pokładowym układem kontroli wyszukiwania, naprowadzania oraz ponawiania ataków.
W początkowej fazie ataku, torpeda sterowana jest przewodowo z pokładu wystrzeliwującego ją okrętu, co umożliwia wykorzystanie w ataku bardziej zaawansowanego okrętowego systemu sonarowego o większych możliwościach od układu wbudowanego w torpedę. W kolejnych wersjach (Mod 3) torpedy, wprowadzono dwukierunkową komunikacje między torpedą a okrętowym układem kontroli ognia. W drugiej połowie lat 70. XX wieku do torpedy wprowadzono znaczne modyfikacje. Wersja Mod 4 wprowadziła funkcję fire-and-forget – "wystrzel i zapomnij", która umożliwia okrętowi wystrzeliwującemu torpedę podjęcie manewrów uchylania się od ataku wrogiej torpedy natychmiast po wystrzeleniu własnej Mk.48. W początkach lat 80. natomiast, wprowadzono nową bardzo daleko idąca modyfikację Mod 6, oznaczoną jako ADCAP. Modyfikacja ta wprowadziła całkowicie nową sekcję nosową z nowym cyfrowym układem naprowadzania bezwładnościowego. Zastąpienie dotychczasowego żyroskopowego układu naprowadzania systemami elektronicznymi zwiększyło ilość miejsca w torpedzie możliwego do przeznaczenia na zbiornik paliwa, umożliwiło też zwiększenie prędkości maksymalnej torpedy, aż do 63 węzłów (nieoficjalnie). W późniejszym okresie, w celu zagwarantowania okrętom typu Permit możliwości ataku na cele nawodne poza zasięgiem torped, jednostki te zaczęto wyposażać w cztery sztuki pocisków rakietowych typu Harpoon, kosztem usunięcia z okrętów kilku sztuk torped.

#### Uzbrojenie rakietowe

##### SUBROC

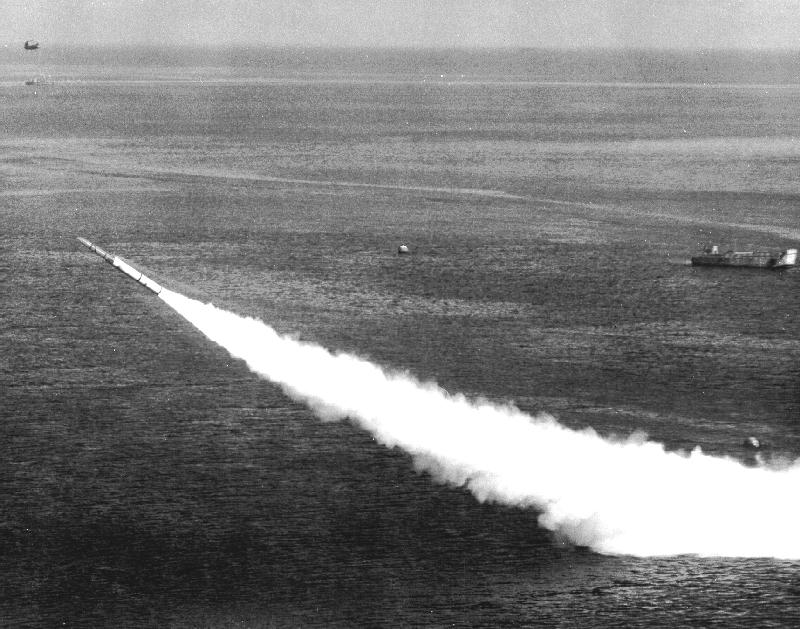
UUM-44A Submarine Rocket (SUBROC) po testowym odpaleniu podwodnym w pobliżu wyspy San Clemente

Rozwój konstrukcji pasywnej anteny sonaru AN/BQQ-2, opracowanej w połowie lat 50. przez US Navy, umożliwił pasywną detekcję akustyczną celów podwodnych daleko poza efektywnym zasięgiem torped Mark 37 i Mark 45. W celu umożliwienia skutecznego zwalczania celów poza zasięgiem dotychczas posiadanych broni, w 1965 roku wprowadzono do służby uzbrojone w głowicę nuklearną pociski rakietowe SUBROC (UUM-44A). Mimo że nie był torpedą, SUBROC wystrzeliwany był ze standardowej wyrzutni torpedowej kalibru 533 mm, przechowywany też był w standardowym raku torpedowym pod pokładem okrętu. Stanowiąc w pewnym stopniu podwodną analogię pocisku ZOP okrętów nawodnych ASROC, SUBROC był w istocie bombą głębinową z napędem rakietowym. W przeciwieństwie jednak do ASROC, SUBROC nie mógł być wyposażony w konwencjonalną samonaprowadzającą się torpedę. Produkowane przez Goodyear Aerospace pociski SUBROC były pierwszymi amerykańskimi taktycznymi pociskami rakietowymi odpalanymi spod wody.
| UUM-44A SUBROC   | UUM-44A SUBROC                  |
| ---------------- | ------------------------------- |
| Długość          | 6,4 metra                       |
| Średnica         | 533 milimetry                   |
| Waga             | 1814,4 kilograma                |
| Głowica          | termojądrowa W55 1-5 kiloton    |
| Silnik rakietowy | Thiokol TE-260G na paliwo stałe |
| Prędkość         | ponaddźwiękowa                  |
| Zasięg           | 30 mil morskich                 |
| Naprowadzanie    | bezwładnościowe Kearfott SD-510 |

Po wypłynięciu na powierzchnię i opuszczeniu wody, uruchamiał się ich silnik rakietowy na paliwo stałe, po czym poruszając się z prędkością ponaddźwiękową po trajektorii balistycznej pocisk pokonywał zaprogramowany dystans maksymalnie do około 25 mil morskich (46,5 km) (55 km według niektórych źródeł). Po osiągnięciu zaprogramowanej odległości lotu w atmosferze, silnik ulegał odłączeniu, zaś głowica jądrowa typu W55 o regulowanej mocy 1 do 5 kiloton i wadze 300 kg, wpadała do wody lotem kontrolowanym, eksplodując następnie na zaprogramowanej głębokości. Pole rażenia głowicy W55 szacowane było na 5 do 8 kilometrów. Przed wystrzeleniem pocisku, okręt podwodny musiał wysłać w kierunku wykrytego uprzednio przez sonar pasywny celu akustyczny sygnał sonaru aktywnego, celem precyzyjnego ustalenia odległości od celu. Stanowiło to istotny mankament tego wzoru uzbrojenia, a amerykańscy dowódcy okrętów podwodnych w trakcie zimnej wojny z oczywistych przyczyn wystrzegali się używania sonaru aktywnego. Z tych między innymi przyczyn, SUBROC był mniej popularny wśród amerykańskich marynarzy niż nawet Mk.45 Astor.

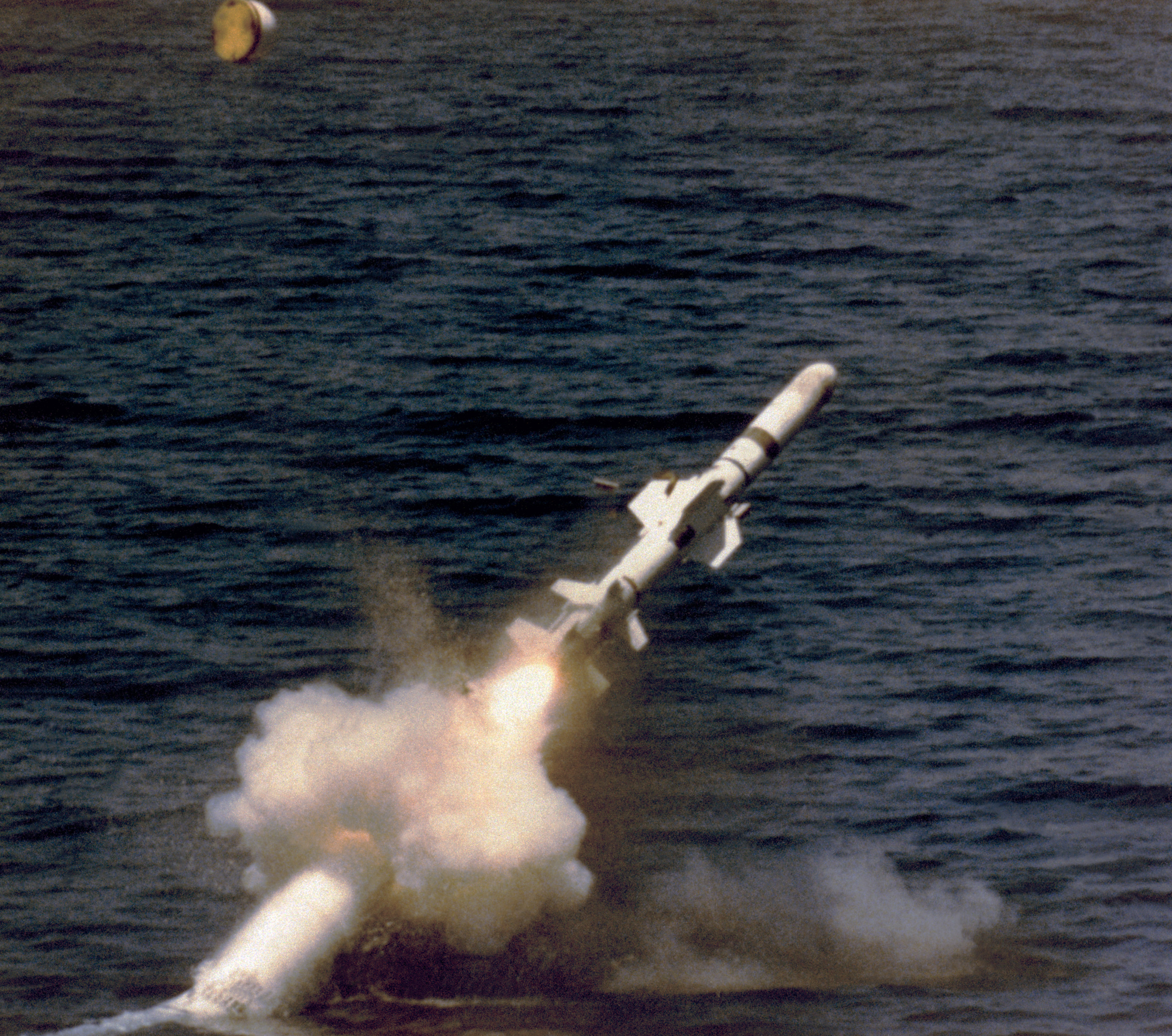
Start UGM-84 Harpoon. W lewym górnym rogu widoczna czołowa część odrzucanej kapsuły startowej.

UUM44A był pociskiem analogowym, z tego powodu niekompatybilnym z późniejszymi amerykańskimi okrętami wyposażonymi w pełni cyfrowy układ kontroli ognia Mark 117. Jedynie 25 okrętów typu Permit oraz Sturgeon wyposażone były w analogowy układ Mk.113, toteż jedynie one mogły otrzymać na uzbrojenie pociski SUBROC, które przetrwały na ich pokładach dłużej niż Mk.45 Astor – choć w stosunkowo niewielkiej liczbie okrętów. Wycofano je z użytku dopiero w 1989 roku, po relatywnie długim czasie służby – ponad dwóch i pół dekad, kiedy zostały na krótko zastąpione przez UUM-125 Sea Lance.

##### Harpoon
W 1977 roku do służby operacyjnej weszła przeznaczona do odpalania podwodnego odmiana UGM-84 pocisków przeciwokrętowych Harpoon. Pociski Harpoon, które w 1973 roku zostały zaakceptowane jako podstawowe uzbrojenie
| UGM-84 HARPOON | UGM-84 HARPOON                                                 |
| -------------- | -------------------------------------------------------------- |
| Długość        | 4.64 metra                                                     |
| Średnica       | 340 milimetrów                                                 |
| Waga           | 682 kilogramy                                                  |
| Głowica        | penetrująca, 222 kg HE                                         |
| Napęd          | rakietowy silnik startowy, turbowentylatorowy silnik marszowy, |
| Prędkość       | poddźwiękowa                                                   |
| Zasięg         | 130 kilometrów                                                 |
| Naprowadzanie  | INS, radarowe aktywne                                          |

przeciwokrętowe amerykańskiej floty, cztery lata później zaczęły być rozmieszczane w okrętach Permit przez zastąpienie nimi czterech sztuk torped Mk.48. Pozostające do dzisiejszego dnia w służbie pociski UGM-84, napędzane są przez rakietowy silnik startowy, po jego wypaleniu zaś, przez marszowy silnik turbowentylatorowy. Po odpaleniu pocisku z wyrzutni torpedowej, Harpoon rozwija płetwy ogonowe celem ustabilizowania ślizgu i wypłynięcia ponad powierzchnię wody pod właściwym kątem. Po znalezieniu się pocisku ponad wodą, następuje odrzucenie kapsuły startowej, zapłon rozpędzającego go silnika rakietowego oraz rozwinięte zostają skrzydła i płetwy ogonowe. Po osiągnięciu właściwej prędkości, wypalony silnik rakietowy ulega odrzuceniu, a pocisk napędzany jest silnikiem marszowym po niskiej trajektorii. W środkowej fazie lotu o długości do 130 km, pocisk kierowany jest inercyjnym (INS) systemem nawigacyjnym. Natomiast w fazie terminalnej, naprowadzanie pocisku przejmuje aktywny układ radarowy.

#### Miny
Wyposażenie obejmowało dwa rodzaje min: minotorpeda wód głębokich przeciwko pojazdom podwodnym Mark 60 Captor oraz mina zagrodowa Mark 57. Mk.57 była przeznaczoną do stawiania z pokładu okrętów podwodnych magnetyczną miną zagrodową o wymiarach 21 cali (53 cm) średnicy oraz 121 cali (308 cm) długości. Przy wadze 934 kilogramy, wyposażona była w ładunek wybuchowy o masie 154 kg, przy czym materiałem wybuchowym był HBX-3, o składzie zbliżonym do torpexu. Miny tego typu mogą być stawiane na wodach do 366 metrów głębokości. Zbudowana była z włókna szklanego, zaś kotwica ze stali.

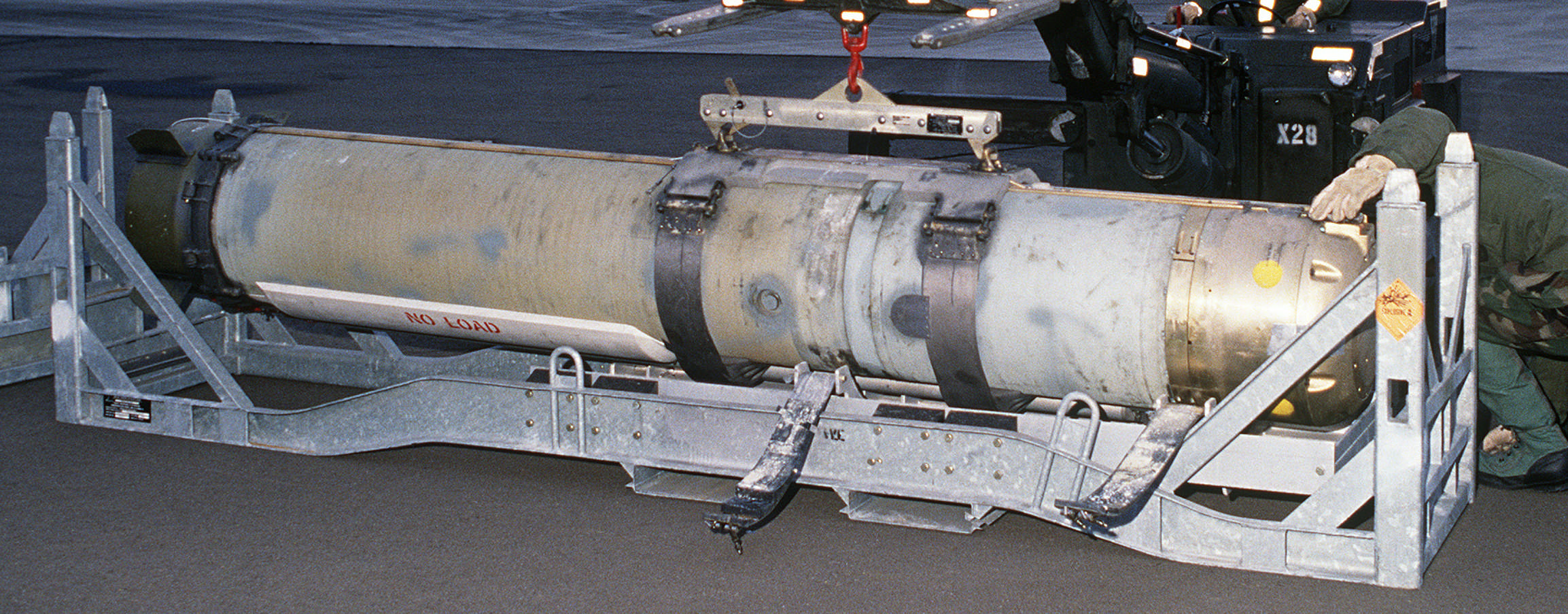
Mark 60 Captor

Captor – jest bronią "inteligentną", w rzeczywistości podwodną autonomiczną wyrzutnią torpedową, zdolną do poszukiwania, wykrywania, klasyfikowania i namierzania celów w postaci okrętów podwodnych, torped i innych obiektów znajdujących się pod wodą oraz do wykonywania na nie ataków za pomocą torpedy Mk.46 zmodyfikowanej w taki sposób, że zdolna jest do ataku wyłącznie na cele zanurzone.
Konstrukcja miny Mk 60 Captor umożliwia postawienie zakotwiczonego bądź nie pola minowego lub pojedynczej miny za pomocą samolotu, okrętu podwodnego bądź nawodnego. Technologicznie zaawansowany komputer pokładowy Captora automatycznie wyszukuje i akustycznie klasyfikuje przepływające w zasięgu pasywnych sonarów obiekty podwodne, w tym własny okręt, który uwolnił minę oraz inne jednostki własne, a także obiekty nawodne – automatycznie wykluczając je jako cele ataku. Po uwolnieniu z pokładu okrętu macierzystego, Captor znajduje się w stanie czuwania w trybie wyszukiwania, a po wykryciu i namierzeniu obiektu stanowiącego cel, otwiera własną kapsułę uwalniając torpedę bojową w celu przechwycenia i zniszczenia go.

### Wyciszenie

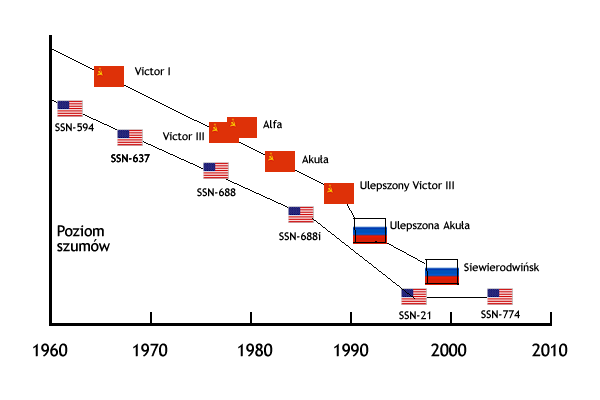
Porównanie poziomu szumów okrętów typu Thresher / Permit (SSN-594) z późniejszymi typami radzieckich i amerykańskich jednostek

Pod wieloma względami, najważniejszym aspektem konstrukcji jednostek typu Thresher było wyciszenie opartej na reaktorze S5W siłowni okrętów. Szczególny nacisk położono na wyciszenie w wąskim paśmie dźwięków generowanych przez maszynownię. Do czasu jednostek tego typu, marynarka amerykańska nie podejmowała prac zmierzających do redukcji szumów okrętów z napędem nuklearnym, generowanych przez pompy ciekłego chłodziwa, samo chłodziwo w rurach obiegu chłodzącego oraz przez turbiny parowe. Marynarka brytyjska opracowała koncepcję wyciszenia maszynowni systemu napędowego przez urządzenia, których wibracje lub inne rodzaje ruchu wywołują hałas na specjalnym podłożu absorbującym drgania i uniemożliwiającym przenoszenie tych drgań do kadłuba. Maszynownie budowanych w latach 50. i 60. XX wieku nawodnych trałowców typu Ton izolowano od kadłuba w celu uczynienia ich niewrażliwymi na miny akustyczne. Taka konstrukcja nie miała wpływu na poziom dźwięku generowanego przez maszynownię, zmniejszała jednak transmisję dźwięku przez kadłub do otaczającej okręt wody. W roku 1957 koncepcja ta została wybrana do zastosowania w jednostkach Thresher. Pomysł ten nie był jednak prosty do zastosowania, a najmniejszy błąd produkcyjny – jak pokazał przypadek brytyjskiego HMS „Warspite” (S103) typu Valiant – ujawnia się dopiero podczas testów w morzu zwodowanego już okrętu.
W amerykańskich jednostkach typu Thresher, dwie turbiny oraz związana z nimi przekładnia nie zostały – w przeciwieństwie do jednostek typu Skipjack – przytwierdzone bezpośrednio do kadłuba, lecz umieszczone zostały na izolującej dźwięk "tratwie". Metoda ta wymagała zwiększenia przestrzeni w kadłubie niezbędnej dla maszynowni, stąd zwiększała całkowite rozmiary okrętu o 0,6 metra średnicy w stosunku do jednostek Skipjack. Pewne znaczenie dla zmniejszenia poziomu hałasu generowanego przez okręt w ruchu, miało także zmniejszenie o połowę – względem Skipjack – rozmiarów kiosku i eliminacji wielu otworów w kadłubie, co obok zmniejszenia oporów zaowocowało także zmniejszeniem szumów wywoływanych opływem wody wokół kadłuba.

### Zmiany projektu
Katastrofa SSN-593 zaowocowała wprowadzeniem szeregu zmian do projektu, zwłaszcza w ramach programu SUBSAFE. Trzy nieukończone jeszcze jednostki, SSN 613- 614 i 615, zostały przedłużone o 13¾ stopy (4,2 metra) przez wstawienie dodatkowej sekcji przed przegrodą sekcji reaktora.
| Okręt       | Wyporność nawodna (długie tony) | Wyporność podwodna (długie tony) | Długość                       | Projekt                                                         |
| ----------- | ------------------------------- | -------------------------------- | ----------------------------- | --------------------------------------------------------------- |
| "Thresher"  | 3.750                           | 4.310                            | 278 stóp 6 cali (84,89 metra) | SCB-188 (3 jednostki oryginalnie zamówione jako SSGN: SCB-166A) |
| "Jack"      | 3.990                           | 4.467                            | 297 stóp 4 cale (90,63 metra) | SCB-188 (3 jednostki oryginalnie zamówione jako SSGN: SCB-166A) |
| SSN 613-615 | 4.260                           | 4.770                            | 292 stóp 3 cale (89,08 metra) | SCB-188M                                                        |

Sekcja ta zapewniała dodatkową przestrzeń związaną z pakietem SUBSAFE, w tym powodującą wzrost rezerwy wyporu hydrostatycznego. Podstawowym jednak powodem opóźnienia budowy tych jednostek i wstawienia dodatkowej sekcji, było dążenie do zapewnienia dodatkowej przestrzeni dla ulepszonych pomieszczeń załogi oraz urządzeń służących do zbierania danych wywiadowczych. Stocznia w Portsmouth, która 7 lat wcześniej wybudowała USS "Albacore", otrzymała kontrakt na napędzany śrubami przeciwbieżnymi USS "Jack". Zespół projektowy stoczni, wykorzystując doświadczenia zebrane przy "Albacore", uzyskał zgodę na zastosowanie podobnej konfiguracji napędu nowego okrętu. "Jack" został wyposażony w podwójny wał napędowy, z których większy mieścił wewnątrz wał o mniejszej średnicy, a każdy z nich napędzał inną śrubę. Z uwagi na aranżację systemu turbin, przez użycie pary działających bezpośrednio (tj. bez pośrednictwa przekładni) wolno-obrotowych turbin (direct-drive turbine), przestrzeń maszynowni tego okrętu była o 10 stóp (3 metry) większa niż w innych jednostkach tego typu. Układ taki dawał w efekcie wzrost wydajności turbin, a w konsekwencji wzrost maksymalnej prędkości okrętu o ułamek węzła.
Taka konfiguracja napędu zapowiadała się, jako potencjalnie cichsza, w części przez zapewnienie cichszej siłowni niż standardowa siłownia z reaktorem S5W napędzająca inne okręty typu Thresher. Dwie turbiny "Jacka" rodziły jednak problemy – głównie z powodu trudności z uszczelnieniem i łożyskami koncentrycznego wału – toteż konfiguracja ta nie została więcej powtórzona. "Jack" był także używany do testów redukcji zakłócających pracę sonarów szumów wody opływającej kadłub, za pomocą natryskiwania na kadłub roztworów polimerów.

## Służba operacyjna
Wkrótce po zakończeniu testów stoczniowych "Thresher" uczestniczył w ćwiczeniach Nuclear Submarine Exercise (NUSUBEX), a następnie przeprowadzał testy operacyjne systemu torpedowego i rakietowego. Na dalszą działalność operacyjną okrętów tego typu, znacząco wpłynęły wydarzenia z lat 1962–1963.

### Katastrofa Threshera
11 lipca 1962 roku USS "Thresher" SSN-593 przypłynął do macierzystej stoczni w Portsmouth w celu przeprowadzenia planowego remontu. Na okręcie miały być wykonane trzy zasadnicze rodzaje prac: naprawa uszkodzeń powstałych w trakcie testów wstrząsowych okrętu, naprawa i regulacja wyposażenia oraz systemów, a także instalacja nowego wyposażenia. Nie przewidywano większych prac w siłowni jądrowej okrętu. Większość zadań stanowiły pomniejsze prace, jedynie kilka poważniejszych zadań wymagało ingerencji w system hydrauliczny oraz eksperymentalny sonar. Po zakończeniu prac, w kwietniu 1963 roku okręt miał odbyć serię poremontowych testów stoczniowych. 10 kwietnia, 220 mil morskich na wschód od Bostonu USS "Thresher" (SSN-593) zatonął w trakcie przeprowadzania testów morskich. Podczas przeprowadzania testów, towarzyszył mu okręt ratowniczy USS „Skylark” (ASR-20). Drugiego dnia testów rano, operując na głębokości peryskopowej, okręt rozpoczął pierwsze powolne zanurzanie do głębokości testowej, o godzinie 8:07 meldując osiągnięcie połowy testowej głębokości zanurzenia. O godzinie 8:53 na "Skylarku" odebrano informacje z "Threshera" o kontynuowaniu zanurzania do głębokości testowej, o 9:13 zaś komunikat o niewielkich problemach i podjęciu próby przedmuchania zbiorników balastowych, po czym okręt nie odpowiadał na wezwania ze "Skylarka". Następnymi dźwiękami odebranymi na pokładzie okrętu ratowniczego były odgłosy niszczenia kadłuba oraz trwające 20-30 sekund odgłosy uchodzenia skompresowanego powietrza. Okręt podwodny nie reagował na sygnały akustyczne z jednostki ratowniczej, nie zareagował też na awaryjny sygnał z żądaniem natychmiastowego wynurzenia się w postaci eksplozji w wodzie wiązek granatów ręcznych w grupach po trzy, o godzinie 10:40. Pięć minut później, "Skylark" wysłał do dowództwa wiadomość o utracie kontaktu z "Thresherem" o godzinie 9:17. Do dowództwa floty w New London, wiadomość dotarła jednak dopiero o 12:45.

#### Dochodzenie oraz przyczyny katastrofy
Wypadek był wstrząsem dla amerykańskiej marynarki wojennej, gdyż konstrukcja "Threshera" została już powielona na wielką skalę – zarówno w okrętach SSN, jak i w rakietowych okrętach strategicznych (SSBN). Z uwagi nie tylko na moralne zobowiązania wobec rodzin poległych, lecz także w związku z potrzebą ustalenia, czy z tragedii da się wyciągnąć wnioski na przyszłość zarówno w sferze konstrukcyjnej jak i operacyjnej, United States Navy wszczęła rozległe dochodzenie na temat przebiegu i przyczyn katastrofy. Powołano w tym celu specjalny sąd śledczy, z władzą przesłuchiwania wszystkich świadków, zasięgania opinii biegłych, osób wojskowych oraz cywilnych, a także przeprowadzania eksperymentów, przesłuchiwania oraz dokonywania analiz zapisów akustycznych katastrofy. Analizowano, czy konstrukcja okrętów typu Thresher nie zawiera poważnych wad i błędów, zastanawiano się też, czy idea zwiększania możliwej do osiągnięcia operacyjnej głębokości zanurzenia nie jest w swej istocie błędna. Sprawę pogarszał fakt, że katastrofy nie przeżył nikt ze znajdujących się na pokładzie członków załogi i pracowników stoczni, a bez zeznań bezpośrednich świadków z pokładu okrętu – jedynie na podstawie badania wraku – odtworzenie wszystkich okoliczności katastrofy nie było możliwe. Od rozpoczęcia pracy 11 kwietnia do jej zakończenia 5 czerwca 1963 roku, sąd przesłuchał 121 osób. Końcowe zaś orzeczenie sądu zawierające 166 paragrafów na temat ustalonych faktów, 55 paragrafów opinii oraz 20 paragrafów rekomendacji, przedstawione miało być Kongresowi Stanów Zjednoczonych.

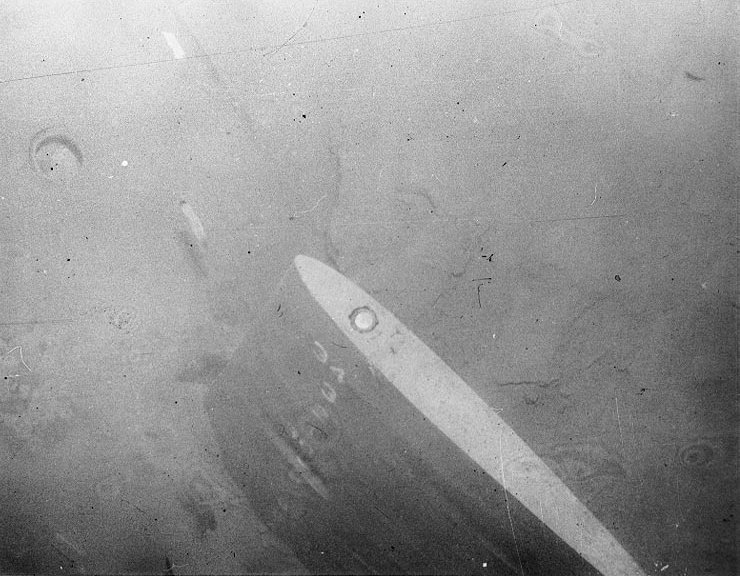
Fragment wraku "Thresher" (SSN-593) – pionowy ster kierunku na rufie

Według niektórych poglądów przeciek, który w konsekwencji doprowadził do katastrofy, mógł mieć miejsce w jednym z połączeń wodnych, na przykład w rurach kondensatora. Nie mógł być szybko usunięty prawdopodobnie z powodu rozmieszczenia zaworów w różnych częściach przestrzeni maszynowej (członkowie załogi działający w wielkim stresie mogli mieć problem z ustaleniem właściwego zaworu i dotarciem doń). W konsekwencji, w celu usunięcia przecieku mogło dojść do zamknięcia głównych zaworów z dostępem do wody morskiej, co mogło zablokować cyrkulację wody w siłowni, a to z kolei mogło szybko zatrzymać reaktor i uniemożliwić jego restart. Inna możliwa przyczyna wyłączenia reaktora i uniemożliwienia jego restartu, to budowa i działanie systemu awaryjnego wyłączania reaktora – w sytuacji, kiedy występowało zwarcie w dowolnym obwodzie w maszynowni, prąd zwarciowy powodował uruchomienie układu awaryjnego opuszczania prętów sterujących reaktora w celu jego wyłączenia, a ponowne uruchomienie reaktora było możliwe dopiero po usunięciu zwarcia (lub jego obejściu). Prawdopodobnie dowódca jednostki próbował wynurzyć okręt, korzystając z wysokiej sprawności sterów głębokości, awaryjnego napędu elektrycznego i wydmuchując zbiorniki balastowe, co jednak okazało się niemożliwe na skutek utraty zasilania, spowodowanej zalaniem obwodów elektrycznych reaktora i maszynowni oraz konstrukcją instalacji elektrycznej (brak było centralnej rozdzielni umożliwiającej szybkie odłączenie obwodów ze zwarciami lub uszkodzeniami, co mogło uniemożliwić uruchomienie napędu elektrycznego). Ciepło utajone w systemie nie mogło zostać przekazane do turbin, gdyż nagła utrata temperatury i ciśnienia w reaktorze mogłaby wywołać poważne konsekwencje. Jednakże I oficer maszynowy (za zgodą kapitana nie uczestniczył w zanurzeniu, bo towarzyszył w szpitalu żonie, która wcześniej uległa wypadkowi w domu) zeznał, że gdyby był na okręcie w czasie katastrofy, to podjąłby takie ryzyko (utrata temperatury i ciśnienia mogłaby doprowadzić do nieodwracalnego uszkodzenia reaktora, ale być może udałoby się uratować okręt i załogę). W istniejących warunkach załoga okrętu nie mogła wykonać awaryjnego manewru wynurzenia ani na sterach z użyciem silników elektrycznych, ani za pomocą wydmuchania wody ze zbiorników balastowych. Zgodnie z wcześniejszą praktyką sprężone powietrze zmagazynowane było w długich rurach o niewielkiej średnicy. Rury te nieuchronnie zawierały pewną ilość wilgoci – gdy powietrze rozszerzało się w nich, na skutek praw termodynamiki ochładzało się przez przemianę adiabatyczną, szybko doprowadzając do zamarznięcia zgromadzonej w rurach wilgoci. Stanowiło to nieprzewidziane wcześniej zjawisko, które później zademonstrowano w przeprowadzonym przy nabrzeżu eksperymencie. W celu utrzymania zdolności wydmuchu mimo zwiększającej się głębokości zanurzenia i tworzenia się lodu, ciśnienie powietrza musiało zostać zwiększone z 3000 do 4500 psi (211 do 316 at), a na to w niesprawnym systemie zabrakło energii [roztopienie lodu było niemożliwe, ponieważ wymagało ogrzewania rur z zewnątrz przez załogę, na co zabrakło czasu (abstrahując od tego, że nie zawsze można było dotrzeć do rur)]. O ile bowiem wszystkie komponenty systemu zostały przetestowane indywidualnie, system nie został przetestowany jako całość. Do utraty "Threshera" doprowadziła prawdopodobnie kombinacja utraty reaktora oraz niemożliwość wydmuchnięcia wody ze zbiorników balastowych.

#### Konsekwencje katastrofy
Konstrukcja okrętów typu Thresher nie okazała się – jak wynikło z przeprowadzonych analiz – wadliwa, wymagała jednak pewnych zmian w celu wykluczenia podobnych przypadków w przyszłości. Uruchomiony w tym celu specjalny program SUBSAFE (bezpieczny okręt podwodny) opóźnił dostawy nowych myśliwskich okrętów podwodnych o wiele lat. Podstawowymi efektami SUBSAFE stały się:
- przeprojektowano wszystkie rurociągi prowadzące wodę morską w celu zapewnienia im zdolności wytrzymania pełnego ciśnienia wody morskiej;
- zainstalowano centralne zawory awaryjne, aby jedna osoba mogła szybko zamknąć cały wewnętrzny obwód;
- awaryjne procedury obsługi reaktora zmodyfikowano, aby całe ciepło pozostałe w reaktorze po jego zatrzymaniu mogło zostać szybko użyte do awaryjnego wynurzenia się okrętu;
- wysokociśnieniowy system przedmuchu zbiorników balastowych zmodyfikowano w taki sposób, aby przechodził bezpośrednio do głównych zbiorników, zamiast przez kolektory w pomieszczeniu sterowania. Rurociągi zostały też poszerzone celem przezwyciężenia problemu ochładzania adiabatycznego.

Utrata "Threshera" miała też jednak bardziej dalekosiężne konsekwencje. Z wejściem do użytku stali HY-80 wydawało się, że US Navy znalazła się na ścieżce prowadzącej do stopniowego, acz szybkiego zwiększania możliwej głębokości operacyjnej. Katastrofa zachwiała podstawami tego optymizmu, powodując, że marynarka amerykańska na długie dziesięciolecia zrezygnowała ze zwiększania głębokości operacyjnej swoich okrętów, przyjmując zachowawczą politykę w tym zakresie. W czasie, gdy kolejne typy radzieckich okrętów podwodnych biły rekordy głębokości zanurzenia, US Navy zachowawczo wprowadzała do służby nowe typy okrętów z głębokością testową niższą niż pozwalała na to charakterystyka wytrzymałościowa stali HY-80. O ile zanurzenie testowe jednostek Thresher wynosiło 400 metrów, o tyle aż do wprowadzenia do służby okrętów typu Seawolf głębokość zanurzenia testowego wszystkich następnych typów okrętów – zarówno wielozadaniowych, jak i strategicznych – w zasadzie nie przekraczała 300 metrów, i to mimo że wyprodukowany z tej samej stali HY-80 okręt badawczy z napędem jądrowym Naval Research Vessel (NR-1) zdolny był do bezpiecznego zanurzenia na głębokość aż 915 metrów. Sytuacja ta zmieniła się dopiero w 1997 roku, wraz z wprowadzeniem do służby zbudowanego z wytrzymalszej stali HY-100 USS "Seawolf" (SSN-21). Mimo głębokości testowej wynoszącej oficjalnie 243,84 metrów, rzeczywista maksymalna głębokość operacyjna wynosi w przypadku okrętów tego typu aż 610 metrów. Przez dziesięciolecia, podczas gdy okręty radzieckie udowadniały, że potrafią zanurzać się na nieosiągalne dla okrętów US Navy głębokości, marynarka amerykańska wychodziła z założenia, że bezpieczeństwo załóg jest sprawą priorytetową, a za pomocą torped (początkowo Mk. 45 Astor z głowicą nuklearną, a następnie Mk. 48 z głowicą konwencjonalną) jest w stanie zniszczyć sowieckie okręty bez względu na głębokość, na jaką realnie będą w stanie się zanurzyć.
Spowodowany katastrofą "Threshera" konserwatyzm US Navy w konstruowaniu i budowie okrętów uwidocznił się również w przedłużeniu stosowania stali HY-80. Stal ta, po raz pierwszy zastosowana na okrętach typu Skipjack w 1959 roku, używana była w okrętach Polaris i aż po czasy okrętów typu Los Angeles. Skutkowało to nie tylko niezwiększaniem głębokości operacyjnej, ale wręcz jej zmniejszeniem dla 62 jednostek Los Angeles. Konsekwencja, z jaką US Navy pozostawała przy tej stali zamiast wytrzymalszej HY-100, podyktowana była problemami z obróbką tej ostatniej, a także kwestiami masy okrętów. W oczywisty sposób wpływało to nie tylko na dopuszczalną głębokość operacyjną, lecz także na wytrzymałość kadłubów, zmniejszenie liczby narażonych na działanie ciśnienia sekcji okrętów, zmniejszenie rezerwy wyporu hydrostatycznego i marginesu dopuszczalnych przyszłych modernizacji. Zachowawczość amerykańskiej marynarki uwidoczniła się także w rezygnacji przez admirała Rickovera z nowoczesnej konstrukcji okrętu myśliwskiego opracowywanej w programie CONFORM. Z drugiej strony ostrożność US Navy prowadziła do konstrukcji reaktorów znacznie bezpieczniejszych niż radzieckie, ostrzejszych procedur bezpieczeństwa i lepszego wyszkolenia załóg.
W momencie katastrofy "Threshera", trwał już program daleko idącej modyfikacji okrętów tego typu, zmierzającej do pozbawienia konstrukcji niektórych słabości. Z czasem program ten doprowadził do powstania konstrukcji okrętów typu Sturgeon, w którym zaimplementowano komplet rozwiązań powstałych w programie SUBSAFE.

### Działania operacyjne pozostałych okrętów
Wszystkie okręty typu Thresher / Permit pełniły typową dla warunków zimnowojennych służbę operacyjną, co wiązało się z udziałem w ćwiczeniach morskich flot państw członkowskich Sojuszu Północnoatlantyckiego, grach wojennych, pracach badawczo-rozwojowych nad nowymi technologiami podwodnymi i zwalczaniu okrętów podwodnych, a także w misjach określanych w amerykańskich dokumentach rządowych jako "operacje specjalne". Operacje takie miały zwykle charakter wywiadowczy lub polegały na śledzeniu jednostek podwodnych floty Związku Radzieckiego oraz ochronie własnych okrętów podwodnych – nosicieli pocisków balistycznych SLBM. Jako typową dla jednostek Permit działalność operacyjną wskazać można działania USS "Permit" i "Tinosa".

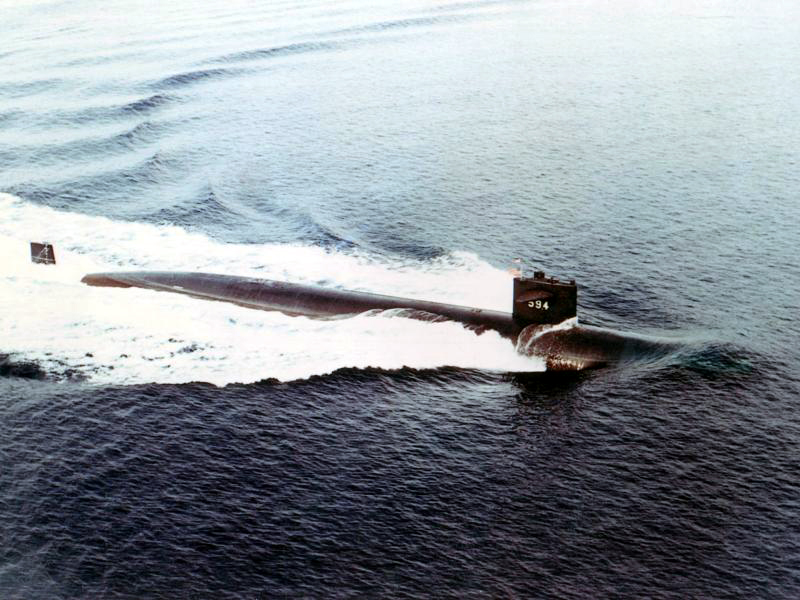
USS "Permit" (SSN-594)

"Permit" operował na Pacyfiku, 28 marca 1963 roku jako pierwszy okręt z sukcesem odpalił pocisk SUBROC, operując w składzie Floty Pacyfiku prowadził następnie operacje specjalne. "Tinosa" służyła w składzie VI floty na Morzu Śródziemnym, gdzie m.in. brała udział w ćwiczeniach z okrętami marynarek wojennych Włoch, Turcji i Wielkiej Brytanii. Operowała także z bazy 14 Eskadry Okrętów Podwodnych (SUBRON 14) przenoszących pociski balistyczne systemu rakietowego Polaris-Poseidon – Holy Loch w Szkocji. Po powrocie do USA brała udział w programach naukowych Massachusetts Institute of Technology, po czym operowała z bazy okrętów podwodnych New London w stanie Connecticut.
Już jednak od lat 60. XX wieku, marynarka amerykańska zaczynała odczuwać zaniepokojenie malejącą prędkością swoich okrętów podwodnych. Okręty amerykańskie napędzane były przez niezawodne reaktory S5W, jednak wraz z kolejnymi unowocześnieniami stale wzrastała wyporność i masa okrętów US Navy, co przy niezmiennej mocy układu napędowego zmniejszało ich prędkość maksymalną. Dodatkowo, szybki rozwój amerykańskich technologii podwodnych w zakresie wyciszenia jednostek, powodował, że starsze rozwiązania wyciszające układy napędowe równie szybko stawały się przestarzałe. Nadto dowództwo US Navy zaczęło stawiać okrętom podwodnym nowe wymagania operacyjne, zwłaszcza w zakresie eskorty szybkich nawodnych zespołów uderzeniowych floty, zdolnych do pływania z prędkościami przewyższającymi 30 węzłów. Okazało się też, że celowo zmniejszony w celu minimalizacji oporów kiosk okrętów ma wady w postaci braku miejsca na niezbędne maszty, a także powoduje trudności z utrzymaniem okrętu na głębokości peryskopowej. Wszystkie te czynniki powodowały, że okręty typu Permit w miarę upływu czasu coraz gorzej spełniały wymagania. W tej sytuacji odpowiedzialne za zapewnienie amerykańskiej flocie okrętów dowództwo systemów morskich (Naval Sea Systems Command – NAVSEA), stanęło przed koniecznością budowy nowych okrętów, które mogłyby zastąpić jednostki typu Thresher. W rezultacie podjętych prac powstał nowy typ okrętów Los Angeles, które zaczęły sukcesywnie zastępować jednostki typu Permit. Ostatnia z nich, USS "Gato", została oficjalnie wykreślona z rejestru jednostek floty 25 kwietnia 1996 roku – po 28 latach służby.